# 理查德·尼克松
理查德·米尔豪斯·尼克松（英語：Richard Milhous Nixon，1913年1月9日—1994年4月22日），美国政治人物，曾于1969年至1974年担任第37任美国总统，1974年时成为美國历史上唯一一位在任期内辞职下台的總統。尼克松曾于1953至1961年担任第36任美国副总统，还曾任加利福尼亚州联邦众议员和联邦参议员。
尼克松生于加利福尼亚州约巴林达，1934年从惠提尔学院毕业，1937年从杜克大学法学院毕业，然后回到加利福尼亚州从事法律工作。1942年，他和夫人帕特·尼克松搬到哥伦比亚特区为联邦政府工作，随后在第二次世界大战期间应征加入美国海军服役。1946年，尼克松获选成为代表加利福尼亚州第十二国会选区的联邦众议员，又于1950年当选该州联邦参议员。阿尔杰·希斯伪证案让他成为反共主义的领导人物，也成为全国知名的政治家。尼克松在1952年美国总统选举中成为德怀特·艾森豪威尔的竞选搭挡，获胜后当了8年副总统。1960年他参选总统，但以微弱劣势不敌约翰·F·肯尼迪，1962年竞选加利福尼亚州州长仍然落败。1968年，他再度参选总统并胜出。
尼克松起初加大美国对越南战争的参与，不过之后还是逐步撤軍，於1973年中止美国介入。1972年他访问中华人民共和国，给两国外交关系打开新的篇章，同年还与苏联签订反弹道导弹条约并实施缓和政策。国内政策方面，他领导的行政部门普遍重视州权，侧重将权力发放各州而不是向中央集中。尼克松还发起倡议向癌症和非法药物开战，实行工资和价格管制，在南方州学校中强制废除种族隔离，推行环境改革，还提出法案对医疗保险社会福利加以改革。他任內主持阿波罗登月计划，之后以航天飞机任务取代载人太空探索。1972年，他在总统选举中以压倒性优势获得连任。
尼克松的第二个总统任期期间，中东爆发赎罪日战争，导致石油禁运和中东和平进程的重启。国内政治方面，水门事件不断发酵，导致他失去大部分的政治支持。1974年8月9日，由于国会弹劾的罪名几乎必然会成立，受到撤职压力的尼克松宣布辞职。副总统杰拉尔德·福特继任总统职位后宣布赦免尼克松的一切刑事责任。辞职后，尼克松编写九部著作，走访多个国家，一定程度上恢复自己的公众形象。1994年，尼克松因中风陷入昏迷，于4天後逝世，享年81岁。

## 早年生活
理查德·米尔豪斯·尼克松于1913年1月9日出生在加利福尼亚州的约巴林达，父亲叫弗朗西斯··尼克松（Francis A. Nixon），母亲是汉娜·尼克松（Hannah Nixon），母亲的娘家姓叫米尔豪斯（Milhous），一家人住在弗朗西斯所建的房子里。母亲信奉贵格会，父亲婚后从循道宗皈依贵格会，他就在当时保守的贵格会氛围影响下成长，如不许饮酒、跳舞及讲粗话。理查德有四个兄弟，大哥哈罗德（Harold）生于1909年，于1933年早逝，二弟唐納（Donald）于1914年诞生，1987年去世；三弟亚瑟（Arthur）1918年出生，但在1925年夭折，小弟爱德华（Edward）1930年出生，2019年去世。尼克松五兄弟中有四位是以历史上或传说中曾统治英格兰的国王来命名，例如理查德就是以狮心王理查命名:11。理查德的父亲弗朗西斯有苏格兰-爱尔兰血统，而母亲汉娜则有德国、英国和爱尔兰血统。

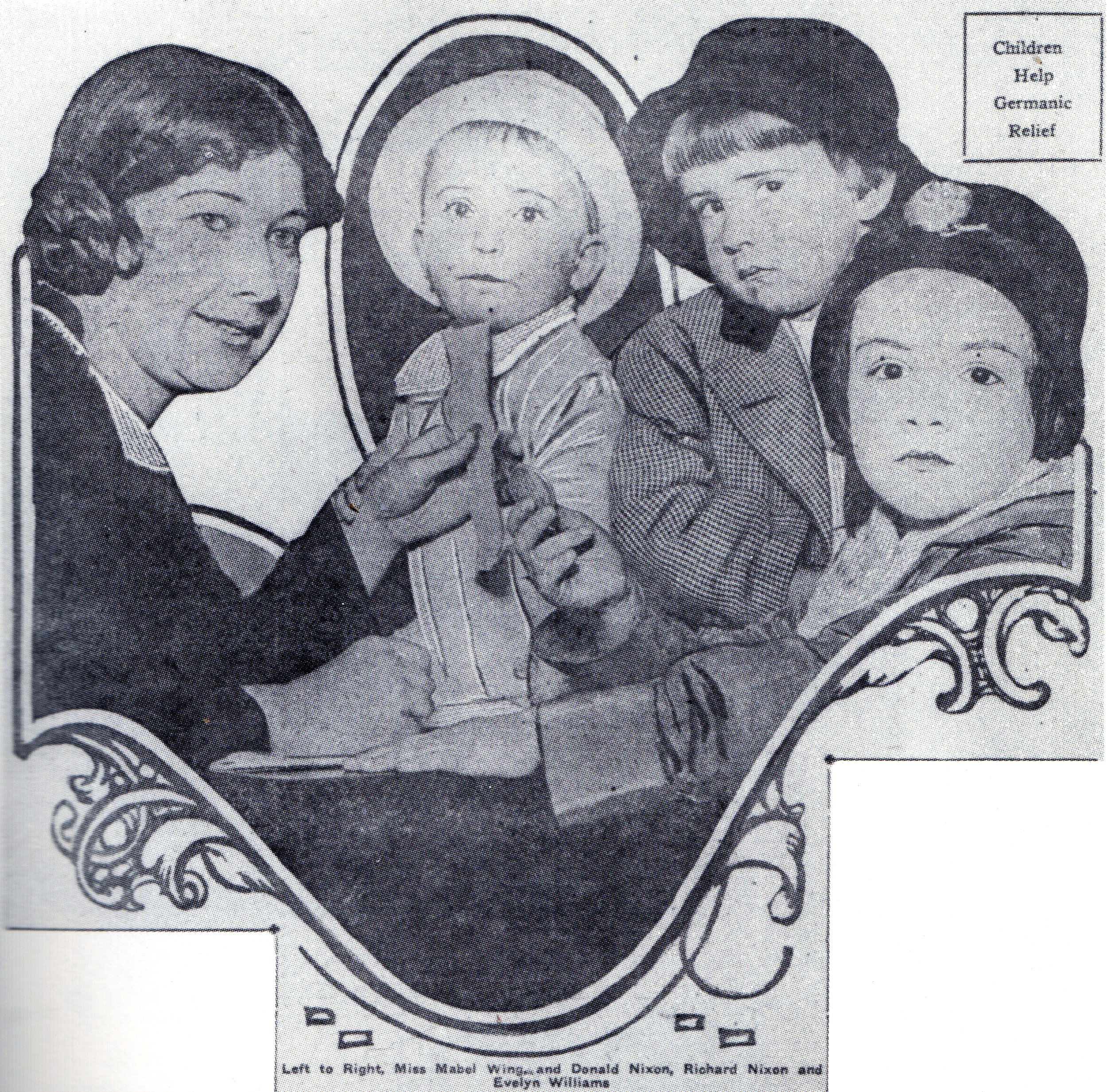
1916年尼克松（从右往左第二位）第一次登上报纸，向一个战争孤儿基金捐款5美分

尼克松的童年生活很困苦，他之后曾引用艾森豪威尔的一句话来形容这段时间：“我们很穷，但我们不知道这一点。”:12尼克松家庭牧场于1922年破产，全家搬到加利福尼亚州的惠提尔。当地有许多贵格会成员，父亲在此开了家杂货铺和加油站:21。1925年，理查德的三弟亚瑟因一场急病而夭折:41。12岁那年，尼克松经检查发现肺部有一个斑点，由于家中的结核病史，他从此被禁止参加体育活动。最终这个斑点经确认属于早期发作肺炎的疤痕组织:27:56–57。

### 小学和中学教育
理查德在惠提尔东部小学就读，八年级时当上班长:16。他的父母认为理查德的大哥哈罗德正是因为就读惠提尔高中（Whittier High School）而染上放荡的生活习性，导致他于1933年因结核病去世。于是两人把理查德送到更大的富勒顿联合高中（Fullerton Union High School）就读，这是一所位于奥兰治县的私立高中:17–19:89。高一时，理查德需要每天坐一小时校车才能到达学校，不过他的学习成绩非常出色，之后搬到富勒顿与一位阿姨同住，周末再回家:91。他还参加学校的少年美式足球队，虽然鮮有上场机会，但很少错过练习:92。他在辩论上获得较大的成功，赢得多项冠军，还在富勒顿头号英语学者H·林恩·谢勒（H. Lynn Sheller）手下接受自己唯一的公开演讲正式指导。尼克松之后回忆谢勒教导的原话中说：“记住，演讲就是交谈……不要对着人大吼。与他们聊天。和他们对话。”:28尼克松表示，自己已经尽可能地使用交谈的语气来演讲:28。

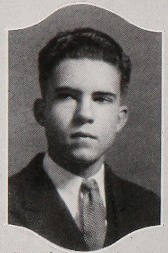
高中时的尼克松，摄于1930年

1928年9月28日，尼克松的父母准许他转学到惠提尔高中读高二。他在这里竞选学生会主席，但遭遇自己的首场选举失利。他一般会在清晨4点起床，开着家里的卡车到洛杉矶，在市场上购买蔬菜，然后开到店里把菜洗好并摆出来再去上学。大哥哈罗德于前一年诊断出患有肺结核，母亲带着他去了亚利桑那州，希望能够改善长子的身体状况，理查德需要承担的家务逐渐增加，为此他只能放弃美式足球。不过他最终还是在全班207名学生中以第三名的成绩从惠提尔高中顺利毕业。:20–23

### 大学和法学院教育
尼克松获得就读哈佛大学的学费资助，但哈罗德的病情仍然需要母亲的照料，理查德也因此不得不留下来给店里帮忙。他留在家乡就读惠提尔学院，学费来自外祖父的一笔遗产:23–24。尼克松参加学校的籃球队，还试着去踢美式足球，但由于体型不够强壮而未能如愿。他留在队中担任替补，并以对运动的热情而为人所知:15。惠提尔学院有文学社团，但没有兄弟会和姐妹会，尼克松是社团中唯一的男子并因此受到冷落，社团中的许多成员家世都很显赫，这更令尼克松显得格格不入。为此他协助建立一个新的社团:24–25。除了完成社团工作、家庭作业并且在店里工作外，尼克松还抽出时间参加大量的课外活动，成为冠军辩手，还赢得工作勤奋的名声:61。1933年他开始与惠提尔警察局长的女儿奥拉·弗洛伦斯·韦尔奇（Ola Florence Welch）约会，两人于1935年分手:58-63。
1934年从惠提尔学院毕业后，尼克松获得就读杜克大学法学院的全额奖学金。这所学校当时还属法学院中的新秀，希望可以通过提供奖学金来吸引优秀的学生:33–34。学校的教授有较高的薪水，其中许多人都拥有全国性或是国际性的声誉:67。第二和第三学年获得奖学金的学生名额大幅度减少，迫使学生刻苦学习激烈竞争:33–34。尼克松的成绩一直很优秀，不但总能拿到奖学金，还当选为杜克律师协会主席:81，成为法学院优等生协会成员，并于1937年以全班第三名的成绩毕业。他之后在念及母校时表示：“无论我曾经做过什么，或是将来可能会做什么，我永远都记得杜克大学在其中有一份功劳。”

## 早年职业生涯，婚姻及服兵役

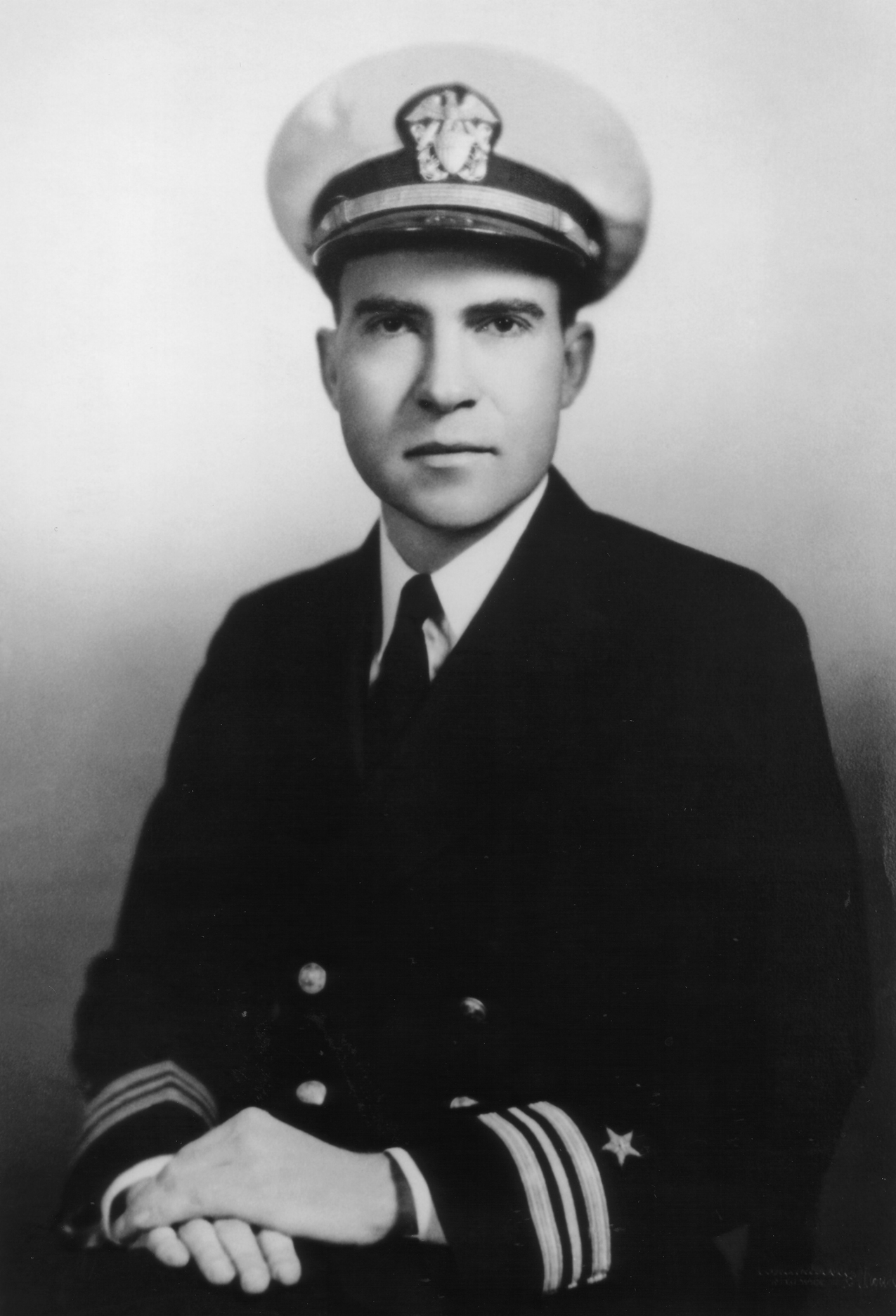
海军少校尼克松的军装照（摄于1945年）

从杜克大学毕业后，尼克松起初希望能加入联邦调查局，但是寄出求职信后一直没有得到回应。多年后他得知自己当年有录取，但自己的职位最后因预算削减而被取消:76。于是他于1937年回到加利福尼亚州并获该州律师协会录取，之后开始在惠提尔的温格特和比尤利律师事务所（Wingert and Bewley）从事法律工作，受理当地石油公司的商业诉讼和其它企业事务以及遗嘱相关诉讼:79–82。晚年时，尼克松曾自豪地声称自己是唯一曾担任执业律师的现代总统。尼克松不是很愿意接手离婚类案件，因为他不喜欢坦率地与女性谈论性的话题:193。1938年，他在拉哈布拉开设属于自己的律师事务所分部:44，并于次年成为正式合伙人:43。
1938年1月，尼克松获选在惠提尔社区舞台剧《黑暗之塔》中出演，与一位名叫塞尔玛·“帕特”·瑞安的高中老师演对手戏。尼克松在回忆录中形容两人是“一见钟情”:23，可惜显然只有他是如此，因为帕特·瑞安之后拒绝这个年轻的律师好几次后才答应和他约会:93, 99。面对尼克松的求爱，瑞安却并不情愿，两人交往两年后她才接受求婚。两人于1940年6月21日通过一个小规模婚礼完婚，到墨西哥度蜜月后小两口开始在惠提尔过日子:100–101。他们一共有两个孩子，生于1946年的长女特里西娅和生于1948年的幺女朱莉。
1942年1月，尼克松接受一份价格管理办公室（Office of Price Administration）的工作，夫妻俩为此搬到哥伦比亚特区。尼克松在他之后的政治竞选活动中称自己接受这份工作是因为珍珠港事件，但他实际上整个1941年下半年都在争取这一职位。尼克松夫妇都认为，留在惠提尔会限制他的发展前景:124–126。他被分配到配给部门，工作是回复信函，尼克松不满意这样的工作，于是在4个月后申请加入美国海军。尼克松生来就是贵格会成员，本有权对征兵豁免，并且从事政府工作的人按常规还可以获得延期入伍的待遇。美军接受申请，他于1942年8月加入海军:96–97。
1942年10月，完成军官预选学校课程的尼克松获得少尉军衔。他的第一岗是到爱荷华州的奥坦瓦海军航空站担任指挥官的助手。尼克松希望有更刺激的经历，于是申请出海并被重新分配到南太平洋战斗空运司令部担任海军客流管制员，对二战西南太平洋战场提供后勤支持:58–60。他是作战空运司令部在所罗门群岛瓜达尔卡纳尔岛的负责人，之后还负责布干维尔以北的尼桑岛（Nissan island，又称格林岛）。他的部队为C-47运输机编制清单和飞行计划，并监督货机的装卸。1943年10月1日，作为“南太平洋作战空运司令部负责军官”的尼克松以“高效和负责”获得一份嘉奖信的肯定，并获提升为上尉。虽然没有经历实战，但尼克松赢得两枚战斗之星。回到美国后，尼克松成为加利福尼亚州阿拉米达海军航空基地的行政人员。1945年1月，他转至费城的航空局办公室，协调结束战争合同的谈判，并因这一期间的工作表现获得另一封嘉奖信:62。之后尼克松还到了其它多个办公室工作，最终来到巴尔的摩:112。1945年10月，他晉升少校:62，但在1946年元旦辞职:62–63。

## 政坛崛起

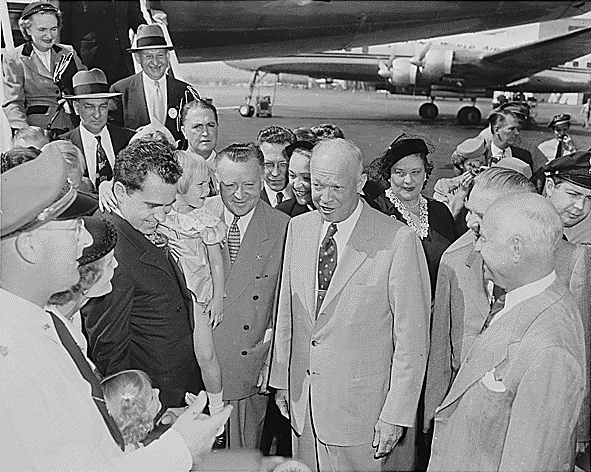
1952年9月10日，尼克松夫妇在华盛顿国家机场向两个女儿介绍自己的竞选搭挡德怀特·艾森豪威尔上将，站在地上的是长女特里西娅，尼克松抱着的是小女朱莉

### 国会生涯
1945年，加利福尼亚州第十二国会选区的共和党人希望能在联邦众议员人选上达成一致，以击败现任民主党议员杰里·沃里斯。他们组建一个百人会来商讨人选，希望能避免内部纠纷而让沃里斯渔翁得利。该委员会没能找到一个拥有更高知名度的候选人，于是美国银行驻惠提尔分行的经理赫尔曼·佩里（Herman Perry）建议找尼克松作候选人，后者的一位朋友曾于二战前在惠提尔学院董事会工作。佩里写信给身在巴尔的摩的尼克松，尼克松夫妻兴奋地討论一夜之後，尼克松回信给出积极的答复。飞回加利福尼亚州后，他获得百人会的认可。1946年初从海军退伍后，尼克松与夫人回到惠提尔，然后他开始一年的密集竞选活动:27–28:91–96。尼克松称沃里斯没有起到一位国会议员的应有作用，并指对方的支持团体与共产党有联系，所以肯定会有激进的观点:111–113。尼克松赢得这场选举，获得65586票，对方只有49994票:82。

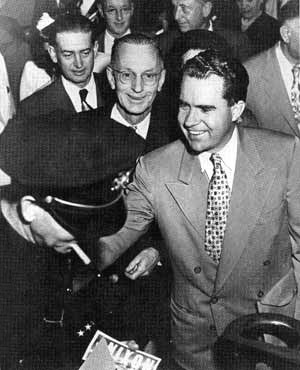
1950年，尼克松竞选联邦参议员

尼克松在国会中支持《塔夫脱-哈特莱法》，这是一项授权监控工会活动和权力的联邦法律。他在众议院教育和劳工委员会任职，还曾是赫特委员会的一员，需前往欧洲，对需要美国报告对外援助的项目。尼克松是该委员会中最年轻的成员，也是唯一来自西部州的成员:105–107, 125–126。在包括尼克松在内的赫特委员会倡议下，国会通过马歇尔计划:365。
1948年，身为众议院非美活动委员会成员的尼克松以调查阿尔杰·希斯间谍案而引起全国性的关注。许多人都对惠特克·钱伯斯有关前国务院官员希斯是苏联间谍的指控表示怀疑，但尼克松相信这是真的，并向委员会施压要求继续调查。希斯称这些指控都是诽谤，钱伯斯于是出示一些证据，其中包括他之前藏在田地中的文件和微缩胶片副本，这些证据之后也被称为“南瓜文件”（Pumpkin Papers）:129–135。希斯之前曾在发誓后作证声称自己从未给过钱伯斯任何文件，他因此于1950年被判伪证罪罪名成立:239–241。1948年，尼克松成为所在选区两个主要政党的共同候选人并在初选中获胜:381，轻松取得连任。

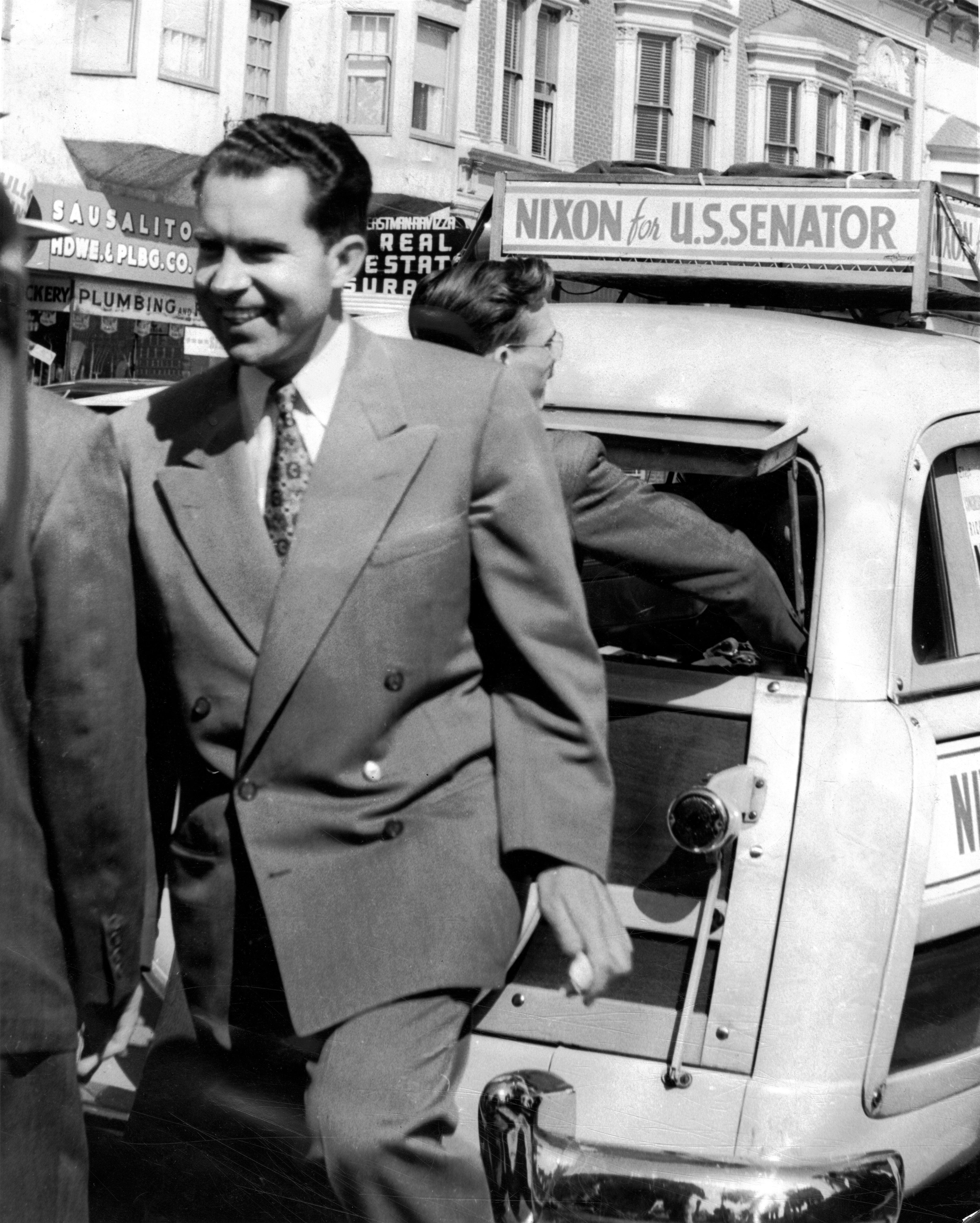
1950年，尼克松在索萨利托

1949年，尼克松开始考虑竞争在任民主党联邦参议员谢里登·唐尼（Sheridan Downey）的席位:282，并于这年11月开始竞选:535。唐尼在初选就面临着女性联邦众议员海伦·嘉哈根·道格拉斯的激烈竞争，后在1950年3月宣布退休:296–297。尼克松与道格拉斯分别赢得党派初选:304，然后开始一场存在争议的竞选，当时的朝鲜战争成为竞选中的一个主要议题:310。尼克松试图让选民注意道格拉斯的自由派投票纪录。他的竞选团队派发数十万份“粉红传单”（Pink Sheet），其中指称道格拉斯的投票纪录与纽约州联邦众议员维托·马尔坎托尼奥（Vito Marcantonio）很相似（后者被部分人认为是共产党员），所以两人的政治观点肯定也很类似:581。尼克松又一次赢得选举，领先幅度有近20个百分点:335。
尼克松在联邦参议院站到反对全球共产主义的突出位置上，经常到各地演讲，公开反对共产主义威胁。他与另一位反共主义参议员，来自威斯康星州，充满争议的约瑟夫·麦卡锡保持着朋友关系，但又与对方及其指控保持一定的距离:211, 311–312。尼克松还批评哈里·S·杜鲁门总统对朝鲜战争的处理方式。他支持阿拉斯加和夏威夷建州，支持少数族裔的公民权利，还支持联邦政府救灾援助印度和南斯拉夫:178。他投票反对价格管制和其他货币限制，还反对给予非法移民福利待遇和公共权力:178。

### 副总统

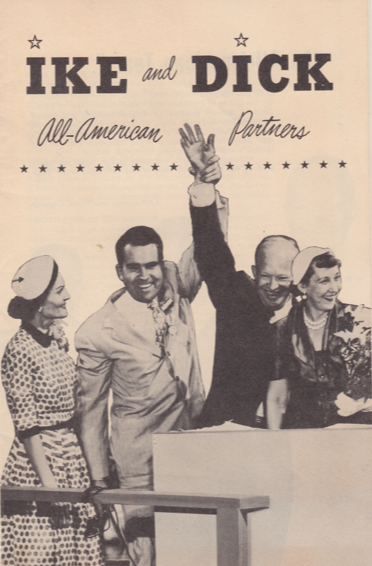
1952年艾森豪威尔和尼克松竞选的宣传册

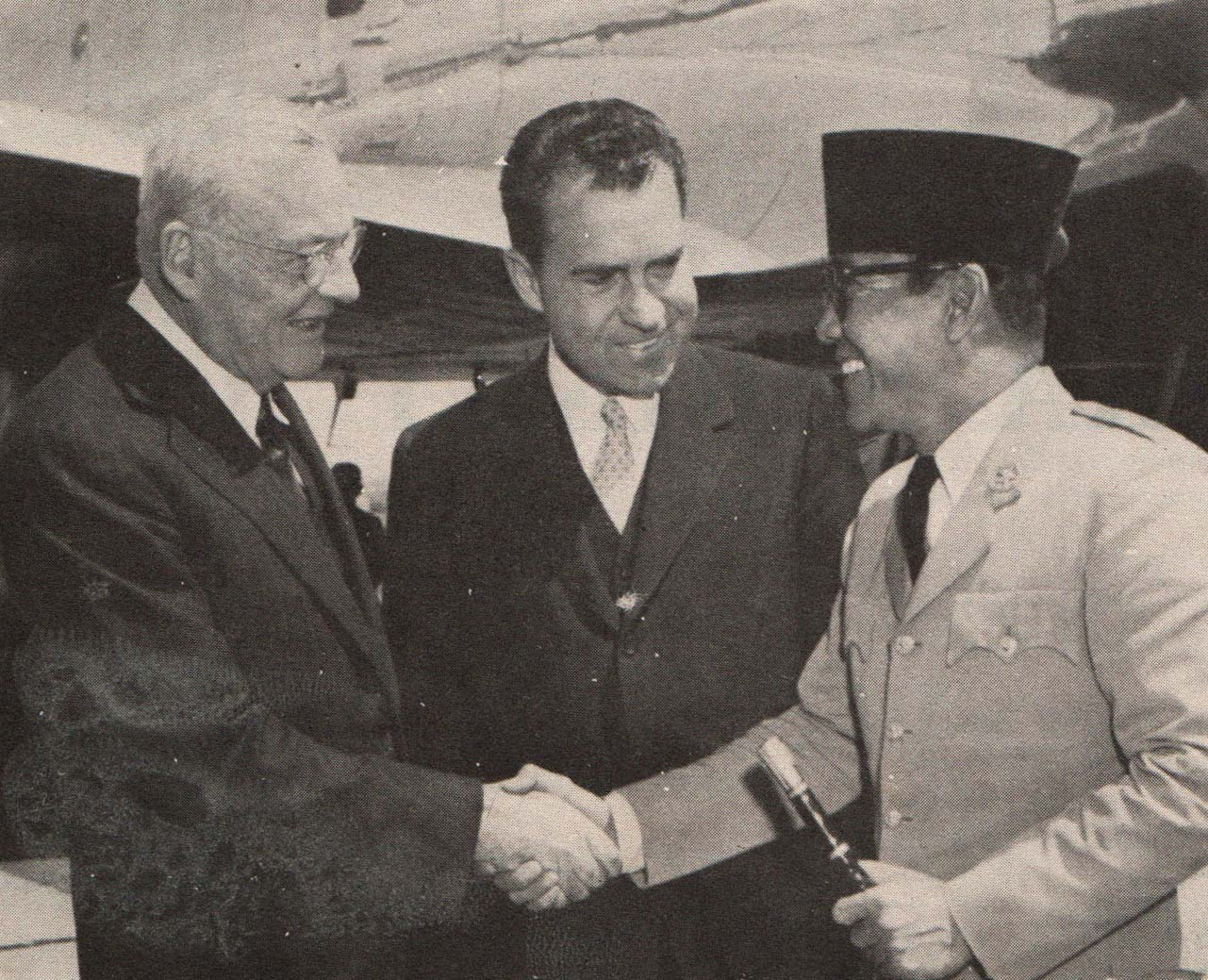
1956年尼克松（中）和美国国务卿约翰·福斯特·杜勒斯（左）与印尼总统苏加诺（右）会面

1952年，德怀特·艾森豪威尔上将获得共和党的总统候选人提名。他没有选定副总统候选人，共和党政府官员及党派内部官员会议商讨后推荐尼克松，艾森豪威尔也接受建议。尼克松这时还很年轻（39岁），反对共产主义的立场和代表的州——加利福尼亚州是当时选票最多的州之一——都使他成为一个理想的竞选搭档。除尼克松外，共和党在副总统人选上还曾考虑过俄亥俄州联邦参议员罗伯特·塔夫脱、新泽西州州长阿尔弗雷德·德里斯科尔（Alfred Driscoll）和伊利诺伊州联邦参议员埃弗里特·德克森（Everett Dirksen）:205–206:440–441。在竞选过程中，艾森豪威尔从正面宣传自己的治国理念，而负面宣传则由尼克松处理:222–223。
9月中旬，媒体报道称尼克松有一个由其支持者提供的政治基金，对他的政治开销给予报销。这样的基金并不违法，但有可能令尼克松受到存在利益冲突的指控。艾森豪威尔面临他人要求取消尼克松副总统人选资格的压力，后者于是在1952年9月23日面向全国发表电视讲话:210–217。这次讲话之后被称为跳棋演讲，有约6000万美国人收看，创下当时电视收视人数的新纪录。尼克松动情地为自己辩护，指出那并不是什么秘密基金，也没有任何一位赞助者获得特别的照顾。他把自己描述为一个收入微薄的男人（妻子没有貂皮大衣，而是穿一件“尊敬的共和党人布料外套”）和一个爱国者:210–217。这场演讲之所以被称为跳棋演讲是因为尼克松表示自己的确有收到一件礼物并且没有退还：“一只小獚猎狗……从大老远的德克萨斯州寄过来的。我们的小女儿——6岁大的特里西娅——给它取名叫跳棋。”:210–217。 这场演讲堪称修辞学的杰作，给尼克松带来大量的支持:218，艾森豪威尔也决定让他继续参选:846，两人之后都在11月的大选中获胜:222–223。
艾森豪威尔曾承诺会让尼克松在担任副总统期间有所作为，为他将来成为接班人打下基础。后者得以参加内阁和国家安全委员会的会议，并在总统缺席时主持。1953年，尼克松到远东巡回访问，这次访问成功提升当地对美国的感观，也让尼克松体会到当地成为工业中心的潜力。他造访法属印度支那的西贡和河内市:225–227；他訪問台灣受到蔣介石夫婦的盛大歡迎，並主持了由美國基督教支持創立，在台中大度山的東海大學開工典禮。到1953年末回国时，尼克松在外交关系方面的经验已经大幅增加:342。
对尼克松国会生涯记载的传记作家欧文·格尔曼（Irwin Gellman）这样形容前者的副总统任期：
艾森豪威尔一经上任就从根本上改变自己竞选伙伴的角色，让后者在国内和国外事务上扮演关键角色。副总统对总统的举措表示欢迎，并积极地完成白宫的目标。两位领导人间的这种合作让尼克松堪称是“第一位现代副总统”。
虽然尼克松仍然强烈攻击民主党，但共和党还是在1954年的选举中失去国会两院的控制权。这导致尼克松开始思忖是否应该在任期结束后退出政坛:357–358。1955年9月24日，艾森豪威尔心脏病发作，他的病情起初被认为会有生命危险，之后长达六个星期无法行使职权。这段时间里并没有人提出宪法第二十五条修正案，副总统也就没有正式权力采取行动。尽管如此，尼克松还是在此期间代替艾森豪威尔主持内阁会议，并确保幕僚助手和内阁官员不会谋求权力:256–258。据尼克松的传记作者斯蒂芬·E·安布罗斯所说，尼克松因自己“在此次危机期间的操守赢得高度赞誉......他完全没有试图夺取权力”:375–376。
这次危机后，尼克松受到鼓舞，于是寻求获得连任，但艾森豪威尔的一些助手打算换掉他。在1955年12月的一次会面中，艾森豪威尔提议尼克松不要参加连任选举，而是在自己的内阁中任职，称这样可以让后者在1960年总统选举前积累一些行政工作经验，但尼克松认为此举将让自己的政治前程毁于一旦。1956年艾森豪威尔宣布自己将竞选连任时没有说明他的副总统人选，而是表示在自己还没有获得提名前处理这个问题是不合适的。虽然共和党人没有直接对艾森豪威尔表示反对，但在1956年的新罕布什尔州初选中，有相当数量的选民在选票上直接写上尼克松的名字对他表示支持，而不是把票投给现任总统。于是4月下旬，艾森豪威尔宣布，尼克松将再次成为自己的竞选搭档:237–241。在1956年11月的大选中，艾森豪威尔和尼克松以绝对优势胜出:294。

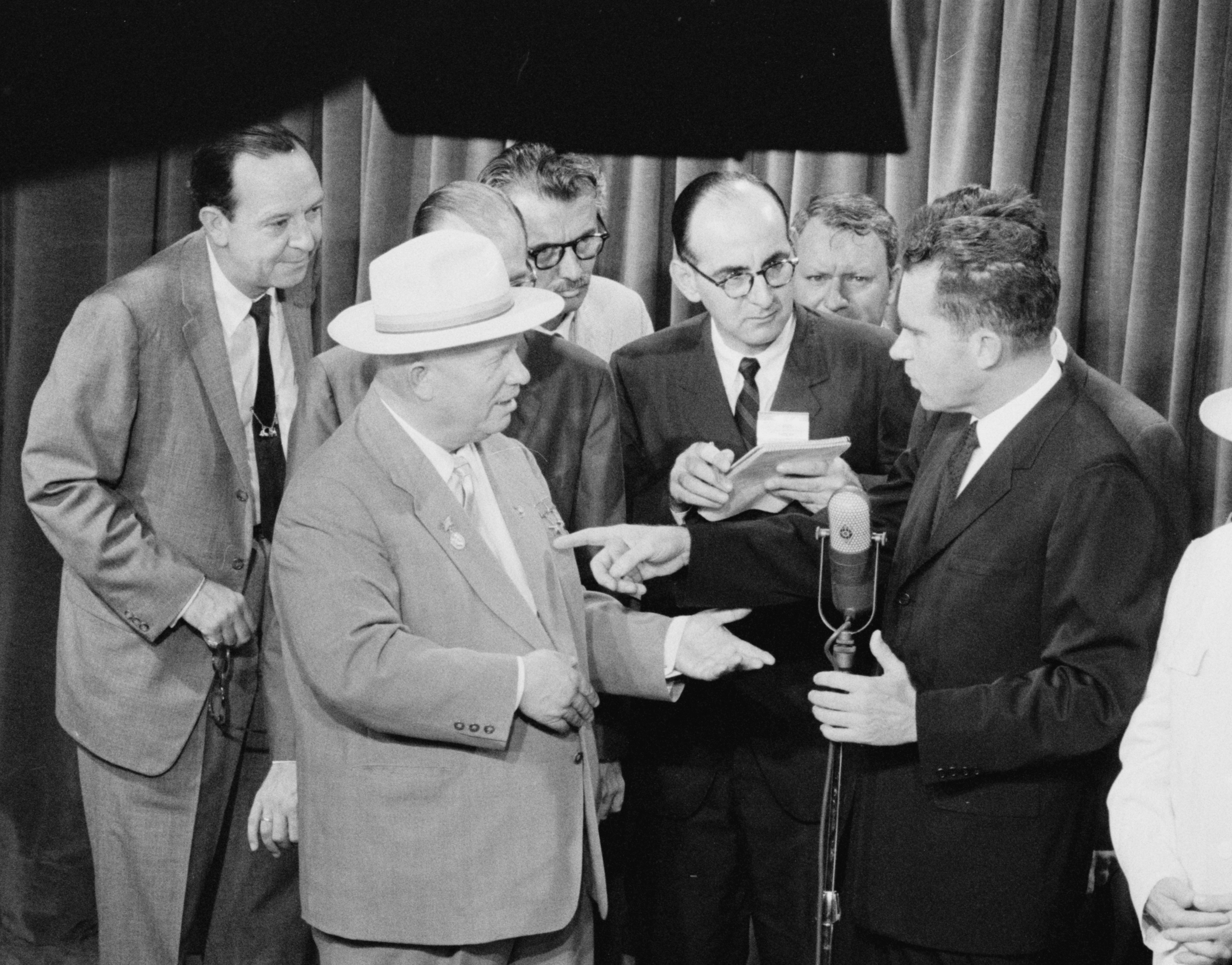
1959年7月24日，时任副总统的尼克松和苏共中央第一书记赫鲁晓夫在众记者面前展开争论，这与其他几场辩论一起被称为厨房辩论

1957年春，尼克松到非洲展开又一轮重大外交之旅。回到美国后，他帮助引领国会通过《1957年民权法案》。该法案的效果被参议院削弱，民权领袖在艾森豪威尔是否应该签置法案的问题上产生分歧。尼克松建议总统签置法案，后者也是这么做的:349–352。1957年11月，艾森豪威尔出现一次轻度中风，尼克松举行记者招待会向全国保证，内阁在总统患病期间会保持良好运作和紧密合作:355。
1958年4月27日，尼克松与夫人踏上友好访问南非的旅程。尼克松在乌拉圭的蒙得维的亚即兴参观一所大学校园，并回答学生们有关美国外交政策的问题。这次行程起初平安无事，但到了秘鲁首都利马时，当地学生正在示威游行。尼克松前往校园并下车面对学生，直到有人朝他扔东西时才被迫躲回车内。在酒店里，尼克松遇到另一个暴徒，还有个示威者朝他吐口水:465–469。在卡拉卡斯，反美示威者向尼克松夫妇吐唾沫，他们的轿车也受到一位挥舞棍棒的暴民攻击:469–479。据安布罗斯称，尼克松的勇敢行为“甚至让他的一些死敌都会产生一种怜惜的尊重”:463。
1959年7月，艾森豪威尔派尼克松到莫斯科出席美国国家展览会开幕式。7月24日，尼克松与苏共中央第一书记兼部长会议主席赫鲁晓夫在展场参观，两人停在一套美国厨房的模型前，然后开始针锋相对的辩论资本主义和共产主义的各自优势，这场辩论之后被称为厨房辩论:521–525，因这次辩论，尼克松赢得“勇敢面对”苏联领导人的声誉。

### 1960和1962年选举，在野时期
1960年，尼克松首度出马竞选美国总统。他选择前马萨诸塞州联邦参议员小亨利·卡伯特·洛奇作为自己的竞选搭档，在共和党初选中没有遇到什么阻力。他的民主党对手是约翰·F·肯尼迪，两人的竞争始终非常激烈。尼克松的竞选靠的是经验，而肯尼迪则强调给政府带入新鲜的血液，称艾森豪威尔和尼克松执政期间让苏联的弹道导弹数量超过美国。这次总统选举中首次让候选人在电视螢幕前辩论，尼克松在两人的首场辩论中显得面色有些苍白，嘴上还出现胡茬，相比之下肯尼迪就上镜多了。当时，收音机前的多数听众认为，才思敏捷、思想深邃的尼克松略占上风，但电视机前的多数观众，尤其是女性观众却一致认为，家世显赫、哈佛毕业、形象英俊、风度迷人的肯尼迪占据绝对优势。一个月后，尼克松以微小劣势败北。在普选选票中，肯尼迪得票率为49.7%，尼克松得票率为49.5%，两人只相差千分之二。共和党的选举专家认为，尼克松实际上是输在新闻媒体搞的电视辩论上了。

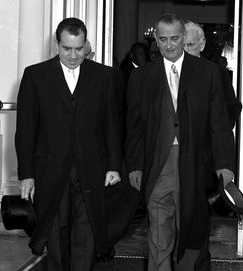
1961年1月20日早上，卸任副总统尼克松和新当选副总统林登·约翰逊一起离开白宫，前往参加肯尼迪和约翰逊的就职典礼

德克萨斯州和伊利诺伊州都出现投票舞弊的指控，两个州都是共和党的传统地盘，但都是肯尼迪获胜，并且所得普选票大大超出两州民主党登记选民的人数。面对选举舞弊的传闻，尼克松坚持不同意重新计票，认为一次漫长的争论会有损美国在世界上的形象，并且必然会损及国家利益。他在《六次危机》中写道：“如果我要求重新计票，新政府的组织以及旧政府对新政府在职权上有秩序的移交就可能推迟数月，整个联邦政府内部局势将乱成一团。……依我看来，将会在全国造成无法估计的和持久的损害。”1961年1月副总统任期结束后，尼克松与全家回到加利福尼亚州继续从事法律工作，并写出畅销书《六次危机》，其中涉及的内容包括希斯间谍案、艾森豪威尔的心脏病发以及经跳棋演讲解决的基金危机和1960年大选的舞弊争议等:431。
地方和全国性的共和党领袖都鼓励尼克松挑战在任加利福尼亚州州长帕特·布朗（Pat Brown），参加1962年的州长选举。尽量起初不大情愿，尼克松最终还是参加竞选。这次竞选因公众猜疑尼克松是以该职位作为又一次总统选举的垫脚石而蒙上阴影，党内的极右翼表示反对，尼克松自己也对出任加州州长兴致缺缺。尼克松本希望通过这次选举确定自己作为一位活跃的全国型共和党领袖政治家的地位，并确保自己仍然可以在全国政治中拥有举足轻重的地位:432–433。然而，他最终以超过5%的差距输掉这场选举，许多人认为这次失利将是他政治生涯的终点。在1962年11月7日早上举行的记者招待会上，尼克松批评新闻媒体偏袒对手，称：“先生们，以后再也不会有个叫尼克松的人让你们踢来踢去了，这是我最后一场新闻发布会”:304–305。1962年11月11日，美国广播公司的一栏新闻评论节目以《理查德·M·尼克松的政治讣告》（The Political Obituary of Richard M. Nixon）为题对这场选举失败作特别报道:673。阿尔杰·希斯出现在节目上，许多市民认为，让一个已经被法院定过罪的重罪犯上电视攻击前副总统是一件有欠体面的事。人们的愤怒让这个节目之后停播，公众对尼克松的同情也相应滋长:673。

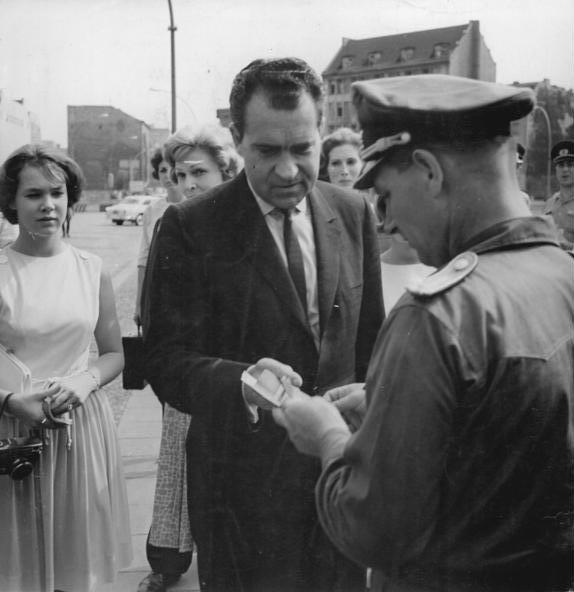
1963年，尼克松把证件交给一名东德军官查验，以便能在分成东西两部分的柏林市内穿进

1963年，尼克松一家人到欧洲旅行，他与所到国家领导人见面并召开新闻发布会:446。一家人搬到纽约市，尼克松成为这里一家主要律师事务所的资深合伙人，事务所也更名为“尼克松、麦基、罗斯、格斯里和亚历山大”（Nixon, Mudge, Rose, Guthrie & Alexander）。尼克松曾在宣布竞选加州州长时承诺不会参加1964年的总统大选，即使他没有作出过这样的承诺，尼克松也认为要击败在任的肯尼迪，或是后者被刺杀后继任的约翰逊都太过困难:297, 321。1964年，他支持亚利桑那州联邦参议员贝利·高华德作为共和党的总统候选人，当后者成功获得提名后，尼克松成为将他引荐到1964年共和党全国大会上的人。虽然觉得高华德不大可能获胜，但尼克松还是很忠心地替对方做宣传。1964年的大选对于共和党人来说是一场灾难，不但高华德被约翰逊以压倒性优势击败，共和党也失去许多国会和州长席位:321–322。
尼克松是为数不多的几位没有因这年的惨败而受到怪责的共和党领导人，他也试图以此为基础，在1966年国会选举中有所作为。他帮助许多共和党人选举，试图在中期选举中夺回在约翰逊的压倒性优势中失去的议席，帮助共和党重振声威:323–326。

## 1968年总统选举

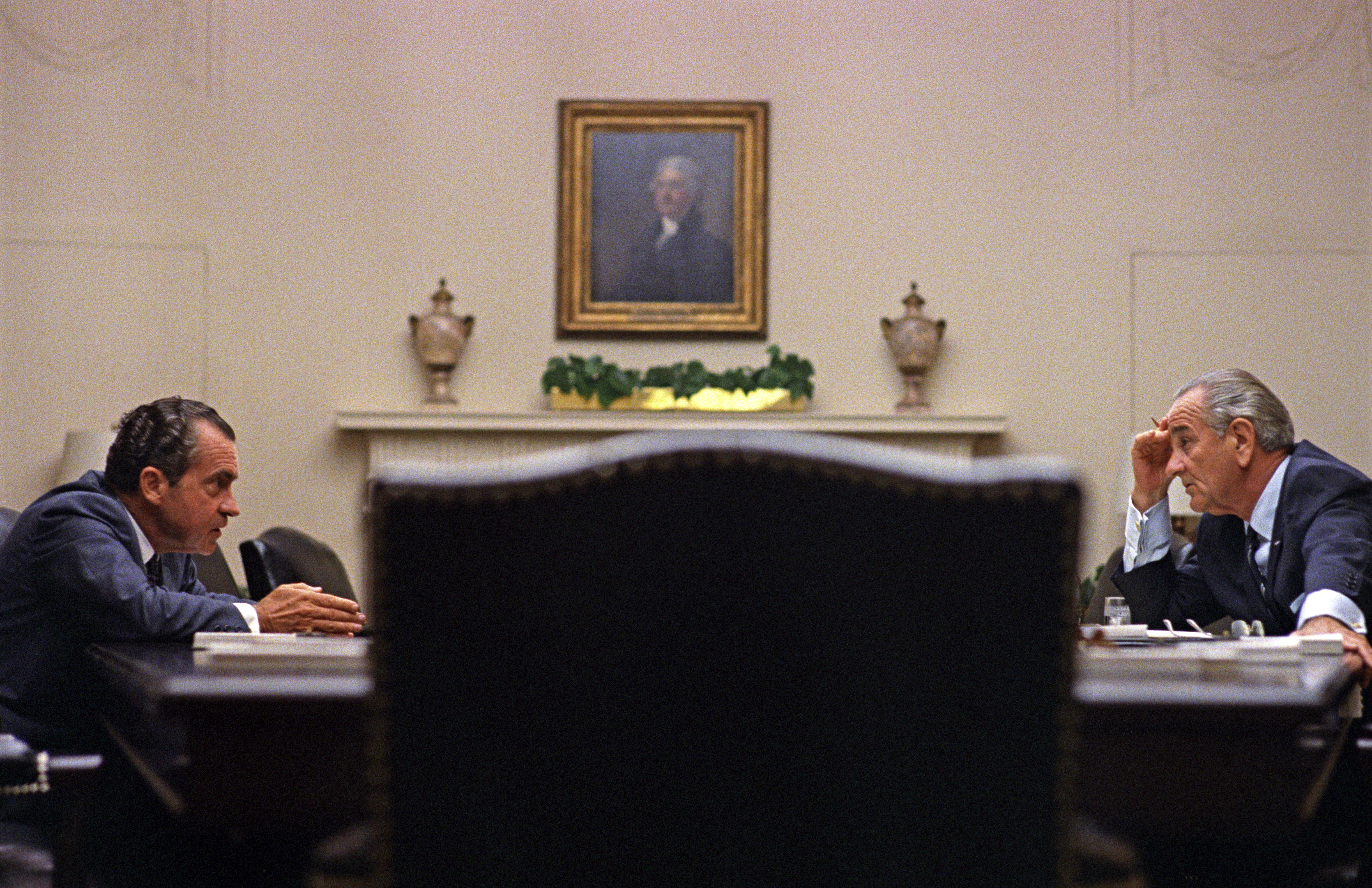
1968年7月，尼克松获得提名前与约翰逊在白宫会面

1967年末，尼克松告知家人自己打算再次参选总统。虽然帕特并不总是喜欢过公众生活:502（例如她就曾因丈夫在跳棋演讲中透露他们的家境有多么贫寒而感到尴尬:410–411），但她还是对理查德的抱负表示支持。尼克松相信，民主党正因越南战争政策失误而大失民心，共和党赢的希望很大，不过他自己对这场选举仍然不是很有把握，觉得很可能票数会像1960年的选举那样接近:502。

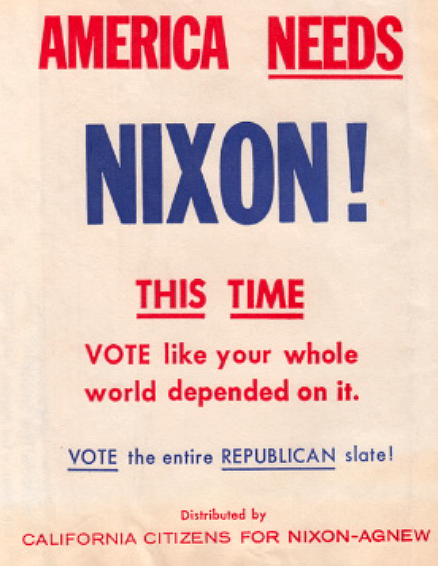
1968年尼克松竞选活动在加利福尼亚州免费派发的垃圾袋，上面有“这次，美国需要尼克松！”的字样

这场历史上最动荡的其中一次初选以春节攻势的发动拉开帷幕，紧接着是现任总统约翰逊因在新罕布什尔州初选中成绩差得让人意外而宣布放弃竞选连任，而民主党候选人之一，联邦参议员罗伯特·F·肯尼迪也在刚刚赢得加利福尼亚州初选后遭到谋杀。共和党方面，尼克松的主要对手是密歇根州州长乔治·罗姆尼，而纽约州州长纳尔逊·洛克菲勒和加利福尼亚州州长罗纳德·里根都有希望获得提名。不过尼克松最终在首轮投票中就成功将提名收入囊中:503–508。他选择马里兰州州长斯皮罗·阿格纽作为自己的竞选搭档，尼克松相信这可以让党派团结一致，并且向北方和南方心怀不满的温和派民主党人吁请支持:509。
尼克松在普选中的民主党对手是当时的副总统休伯特·汉弗莱，后者在1968年民主党全国大会上因暴力抗议活动而获得提名。在这场选举中，尼克松把自己描述成一个面对国家的动荡和剧变仍能保持稳定的人物。他呼吁那些对嬉皮士反传统文化感到厌恶的社会保守派美国人和反战示威者支持自己，这些人之后被归类为“沉默的大多数”，包括所有不会敌视尼克松及其政策的选民。阿格纽的存在也巩固尼克松的右翼地位。
尼克松进行大量的电视广告宣传，与镜头前的支持者见面:513–514。他强调社会上的犯罪率太高，批评民主党人让美国逐渐丧失核优势:550。尼克松承诺会结束越战，宣称“新的领导班子将结束战争，在太平洋赢得和平”。他没有说明自己具体希望如何结束这场战争，这也使得媒体猜测他肯定是有个什么“秘密计划”。他的口号“尼克松最合适”经事实证明也是有效的:513–514。
约翰逊的谈判代表希望能让越南在美国大选前达成休战。尼克松与当时在美国谈判代表W·埃夫里尔·哈里曼手下担任顾问的亨利·基辛格交谈时得到对局势的一份精准分析，他还在竞选期间经常与西贡的陈香梅接触，后者建议南越总统阮文绍不要前往巴黎参加谈判，暗示只要尼克松当选就会给予他更好的条件。约翰逊窃听陈香梅和南越驻哥伦比亚特区大使，所以很清楚这其中发生什么事。在他看来，尼克松是在企图破坏美国的外交政策并对此大为光火。10月31日，在尚未达成任何协议的情况下，约翰逊宣布单方面停止轰炸，和平谈判将于11月6日，选举日次日在巴黎举行。11月2日，阮文绍再次与陈香梅交谈后表示自己不会前往巴黎。约翰逊打电话给尼克松，后者表示不知情，但总统不相信。约翰逊知道自己是通过窃听所获得的情报，所以还不能公开提及陈香梅的参与，他把这个消息告诉汉弗莱，但后者也选择不予声张。
这场选举在尼克松、汉弗莱和独立候选人，阿拉巴马州州长乔治·华莱士间展开，最终尼克松以约50万张普选票的优势击败汉弗莱（占普选票总数的0.7%），选举人票上则是以301张远超过汉弗莱的191张，华莱士也获得46张:558。在获胜演讲中，尼克松承诺他领导的政府会试图让分裂的祖国团结起来。他说：“我已经收到副总统发来的非常亲切的信息，祝贺我赢得选举。我也要对他在极其困难条件下坚持战斗的勇气表示祝贺。我还告诉他说，我完全理解他的感受。我知道以微弱差距落败是什么感觉。”

## 总统任期（1969至1974年）

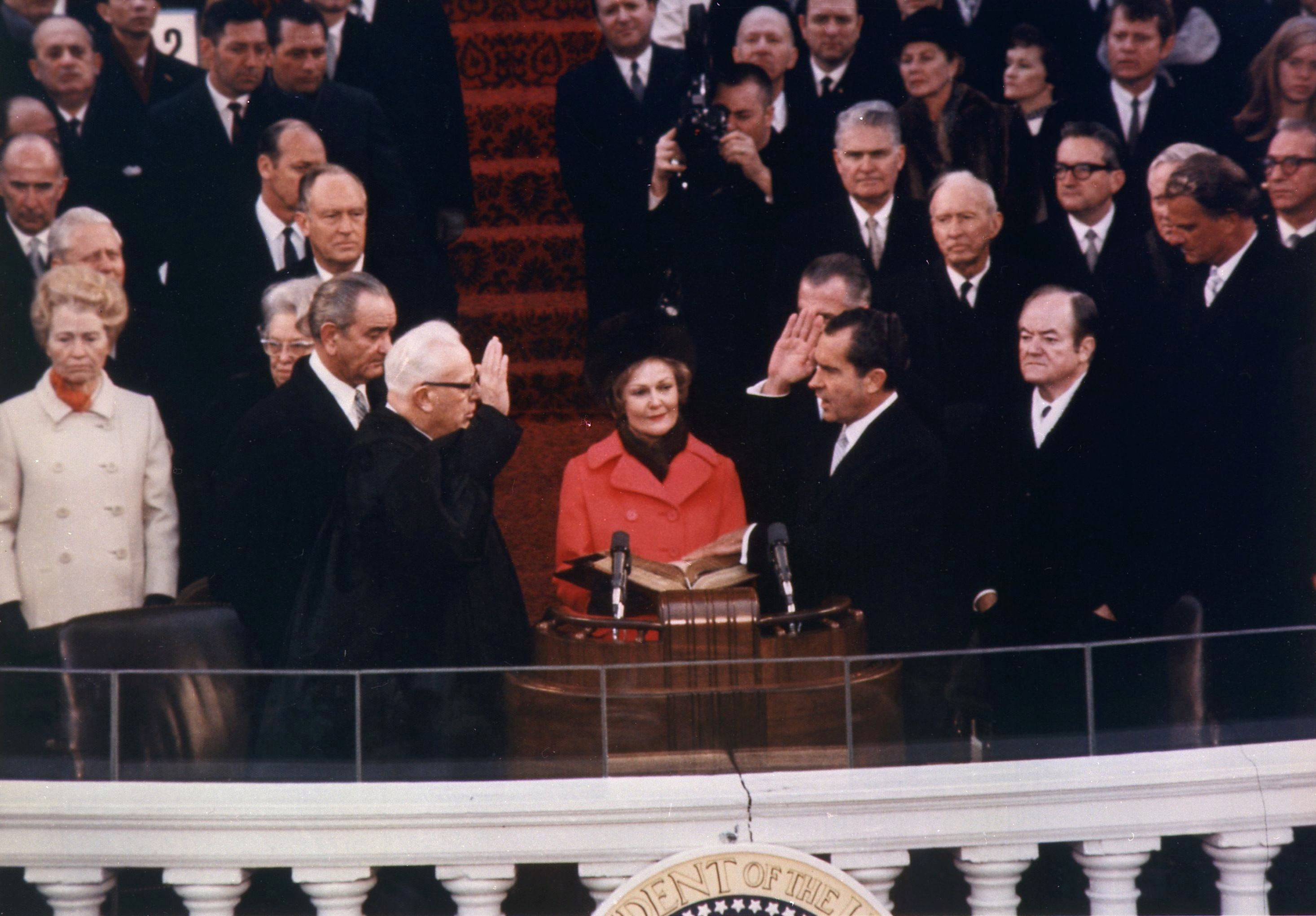
1969年1月20日，尼克松宣誓成为第37任美国总统，第一夫人帕特在一旁拿着家里的《圣经》

1969年1月20日，尼克松宣誓就职成为美国总统，就职典礼由他昔日的政敌，首席大法官厄尔·沃伦主持，新任第一夫人帕特·尼克松在一旁将家中的圣经打开到以赛亚2：4，其上写道：“他们将把刀剑打成犁耙，把长矛做成镰刀。”尼克松在就职演讲中表示：“历史能够赐予的最大荣誉就是和平缔造者的称号”:567–568，这场演讲获得几乎一致性的好评，这句话之后也将刻在他的墓碑上:189。他还在演说中谈到要把党派政治转变成一个团结的新时代：
在这些艰难的岁月里，美国已经充满夸张的言辞，这些膨胀的豪言壮语作出无法遵守的承诺，这些愤怒的说辞把狂热者们的不满变成仇恨，这些花言巧语给出的没有劝谕，只有夸夸其谈的姿态。我们要互相学习，就必须先停止向彼此大喊大叫，必须平心静气地让我们的语句和嗓音都能让对方听得清清楚楚。

### 对外政策

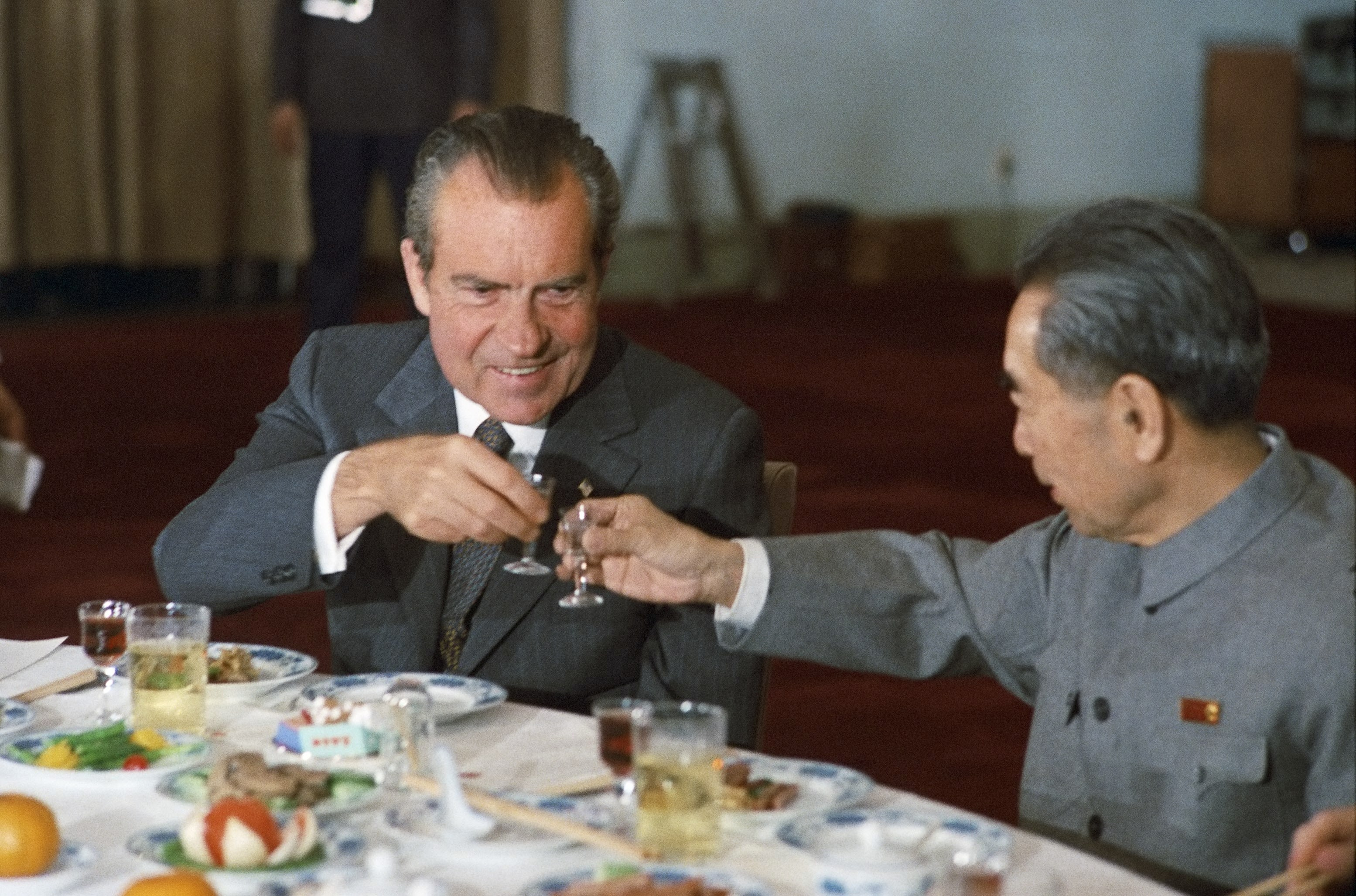
1972年尼克松访华期间与中华人民共和国国务院总理周恩来敬酒

#### 中华人民共和国

尼克松到达北京后，与中华人民共和国国务院总理周恩来握手

尼克松在成为总统以前就对造访中国打下基础。选举前一年，《外交》杂志曾引述他的话称：“这个小小的星球上还不足以容纳10亿潜在有能力的人生活在愤怒的与世隔绝之中。”在这场冒险中协助他的是国家安全顾问，之后将成为国务卿的亨利·基辛格，他绕过内阁官员，与总统密切合作。尼克松上任第一年，中华人民共和国与苏联的关系因边境冲突而跌至低点，尼克松于是给中国方面送去口信，表示有意建立更加紧密的联系。1971年初，毛泽东邀请一个美国乒乓球队前往中国与其最优秀的球员展开友谊比赛，这成为两国关系上的一大突破。尼克松随后派基辛格前往中国与其高层官员秘密会议。1971年7月15日，北京和尼克松分别通过电视和广播同时宣布，后者将于次年2月访问中国。这份公告震惊全世界:453。对事情的高度保密让两国领导人有充分的时间在各自国家为这次接触营造合适的政治氛围。
1972年2月，尼克松夫妇到达中国。之前尼克松还听取基辛格超过40个小时的报告来准备:778。飞机着陆后，总统与第一夫人走出空军一号并受到中国国务院总理周恩来的迎接。尼克松特地与周恩来握手，因为在1954年时，当时的美国国务卿约翰·福斯特·杜勒斯与周恩来在日内瓦见面时曾拒绝与对方握手。总统身边有超过100位记者陪同，在他的命令下，电视媒体获得的待遇要比印刷出版物好得多，因为尼克松认为，通过电视来展示此次访问，会比平面媒体的效果要好得多，更何况这也给他冷落自己所鄙视的报社记者的机会。
尼克松和基辛格与毛泽东和周恩来在毛泽东的私人住所会面一小时，探讨一系列问题:780–782。毛泽东之后告诉自己的医生，他对尼克松留下深刻的印象，觉得他是个直率的人，不像那些左派和苏联人:780–782。他还表示自己觉得基辛格有些可疑:780–782，而后者则形容这场会面是“与历史的接触”。当天晚上，中国领导人在人民大会堂设宴款待尼克松一行。次日，总统与周恩来会面，这次会议后发表的联合公报中認知台湾是中国的一部分，并希望可以通过和平手段解决统一问题:516。尼克松还在没有举行会议期间参观多处建筑奇迹，包括故宫、明十三陵和长城等。美国人通过陪同第一夫人的摄像镜头首度瞥见中国人的生活，与帕特一起游览北京市，参观人民公社、学校、工厂和医院。
这次访问开创中美关系的新纪元。由于担心中美可能结盟，苏联屈于压力与美国实现缓和。

#### 越南战争
尼克松上任时，平均每星期有约300名美军将士在越南战场阵亡，而且战争在美国国内很不得人心，还有反对战争的暴力抗议不断出现。约翰逊政府曾同意以暂停轰炸来换取无条件谈判，但这一协议从来都没有完全生效。据传记作家沃尔特·艾萨克森称，尼克松上任后不久就得出结论，如果要取得胜利，就不能够过快地结束越战:65。但与之相反的是，尼克松的传记作者康拉德·布莱克（Conrad Black）认为，总统当时的确相信可以通过“狂人理论”（Madman theory）吓倒北越:572, 1055。他希望可以通过作出某些安排既让美国军队可以撤出，又能保护南越免受攻击:569。

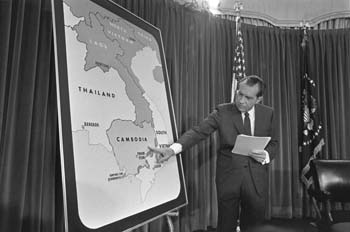
1969年4月30日，尼克松针对轰炸柬埔寨一事向全国发表电视讲话

1969年3月，尼克松批准秘密轰炸北越及其盟友红色高棉的阵地:591，这一政策早在约翰逊任内就已开始。这些行动致使柬埔寨受到猛烈轰炸，有数据显示约翰逊和尼克松任内美军投放到该国的炸弹比第二次世界大战期间盟国投放的总数还要多。1969年中期，尼克松开始努力与北越展开和平谈判，给该国领导人发去亲笔信，并在巴黎开始和平谈判。但是，双方的初次谈判没能达成协议:281–283。1969年7月，尼克松访问南越并与阮文绍总统和美军统帅会面。在国内一片要求立即撤军的抗议压力下，他开始实施以越南军队代替美国军队，令后者得以逐步撤离的政策，这一过程史称“越南化”。他很快制定美国军队分阶段撤离的计划，但又授权入侵老挝，这部分是为了切断贯穿老挝和柬埔寨，用于支持北越军队的胡志明小道。1970年4月30日，尼克松向美国民众宣布对柬埔寨展开地面入侵。1970年5月9日清晨，他在林肯纪念堂接见抗议者，对他们提出的抗议即时作出回应:675–676。1991年苏联解体后从苏联档案馆发现的文件显示，北越曾在红色高棉的明确要求下打算于1970年侵占柬埔寨，波尔布特当时的副手农谢进行这一次磋商。尼克松在竞选中承诺会结束战争，这与之后的轰炸升级形成鲜明对比，《时代》发文称尼克松在这个问题上存在“信任鸿沟”（credibility gap）。
1971年，兰德公司雇员，军方分析师丹尼尔·艾尔斯伯格将工作中接触到的“五角大楼文件”私下复制并泄露给新闻界，由《纽约时报》和《华盛顿邮报》率先报道。起初尼克松没有打算采取任何行动，这些有关美国卷入越南战争历史的文件中包含的主要是前几任行政部门的谎言，揭露的内容鲜少有属实的。但在基辛格的劝说下总统意识到，这些文件中真正厉害的还在后头，所以他试图采取行动阻止报社继续出版。但是联邦最高法院在纽约时报诉合众国案中作出对报社有利的裁决:446–448。
随着美国继续撤军，征兵也相应减少，并在1973年中止，军队中全部是志愿兵。经过多年的战争，巴黎和平协约终于在1973年签订。协约实现停火并允许剩下的美国军队撤出，但并没有要求16万北越正规军撤回:53–55。美国的战斗支援结束后，双方虽然有短暂的休战，但战斗很快再度爆发，由于没有美国的参与，北越于1975年占领南越:473。

#### 拉美政策

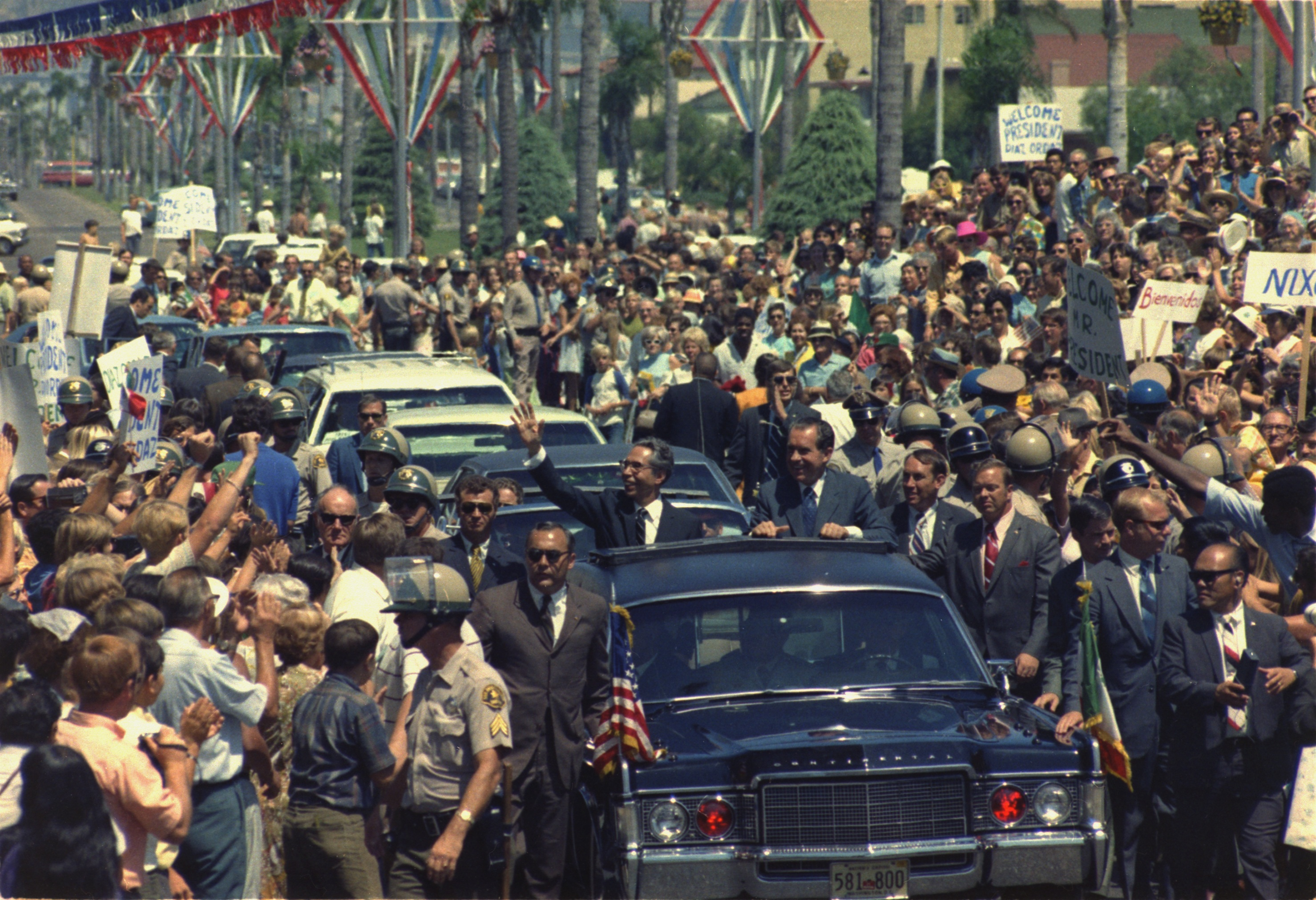
1970年9月，尼克松与墨西哥总统古斯塔沃·迪亚斯·奥尔达斯（Gustavo Díaz Ordaz）在加利福尼亚州圣地牙哥的总统车队

尼克松曾是1961年猪湾事件和1962年古巴导弹危机期间肯尼迪总统的坚定支持者，上任后，他加大针对古巴及其领导人菲德尔·卡斯特罗的秘密行动力度。他通过朋友彼比·雷博佐（Bebe Rebozo）与流亡的古巴裔美国人社区保持密切联系，后者经常建议一些可以刺激卡斯特罗的方法。这些活动引起苏联和古巴的关注，他们担心尼克松可能会袭击古巴，打破肯尼迪与赫鲁晓夫为结束古巴导弹危机而达成的协议。1970年8月，苏联要求尼克松重申这一协议，总统虽然对卡斯特罗持强硬立场，但还是同意了。但由于苏联在1970年10月开始扩大其位于古巴港口西恩富戈斯的基地，这次重申没有完成。双方出现短暂的对峙，但之后达成和解：苏联承诺不使用西恩富戈斯作为其弹道导弹承载潜艇基地。美苏双方在该年11月举行的最后一轮外交照会上，重申1962年的协定。:379–383
1970年9月，马克思主义者萨尔瓦多·阿连德参选智利总统，促使尼克松和基辛格设法以隐蔽方式加以阻挠:25。尼克松政府首先尝试说服智利国会确认豪尔赫·亚历山德里赢得选举，然后将消息传给军方官员表示支持他们发动政变。此外，尼克松政府透过组织反对阿连德的罢工、并对其反对者提供资助等手段达到目的。当时有传言称尼克松“亲自授权”美国政府提供70万美元秘密资金，在智利报纸上的显眼位置刊登反对阿连德的信息:93。智利此后经过了一段长时间的社会、政治、经济动荡，最终奥古斯托·皮诺切特在1973年9月11日发动政变上台，阿连德则被杀害:921。

#### 苏联
尼克松利用有所改善的国际环境来解决核和平问题。宣布自己将访问中国后，尼克松也决定前往苏联谈判。总统与第一夫人于1972年5月22日到达莫斯科，与包括苏共中央总书记勃列日涅夫、苏联最高苏维埃主席团主席波德戈尔内、部长会议主席柯西金在内的苏联领导人展开会面。

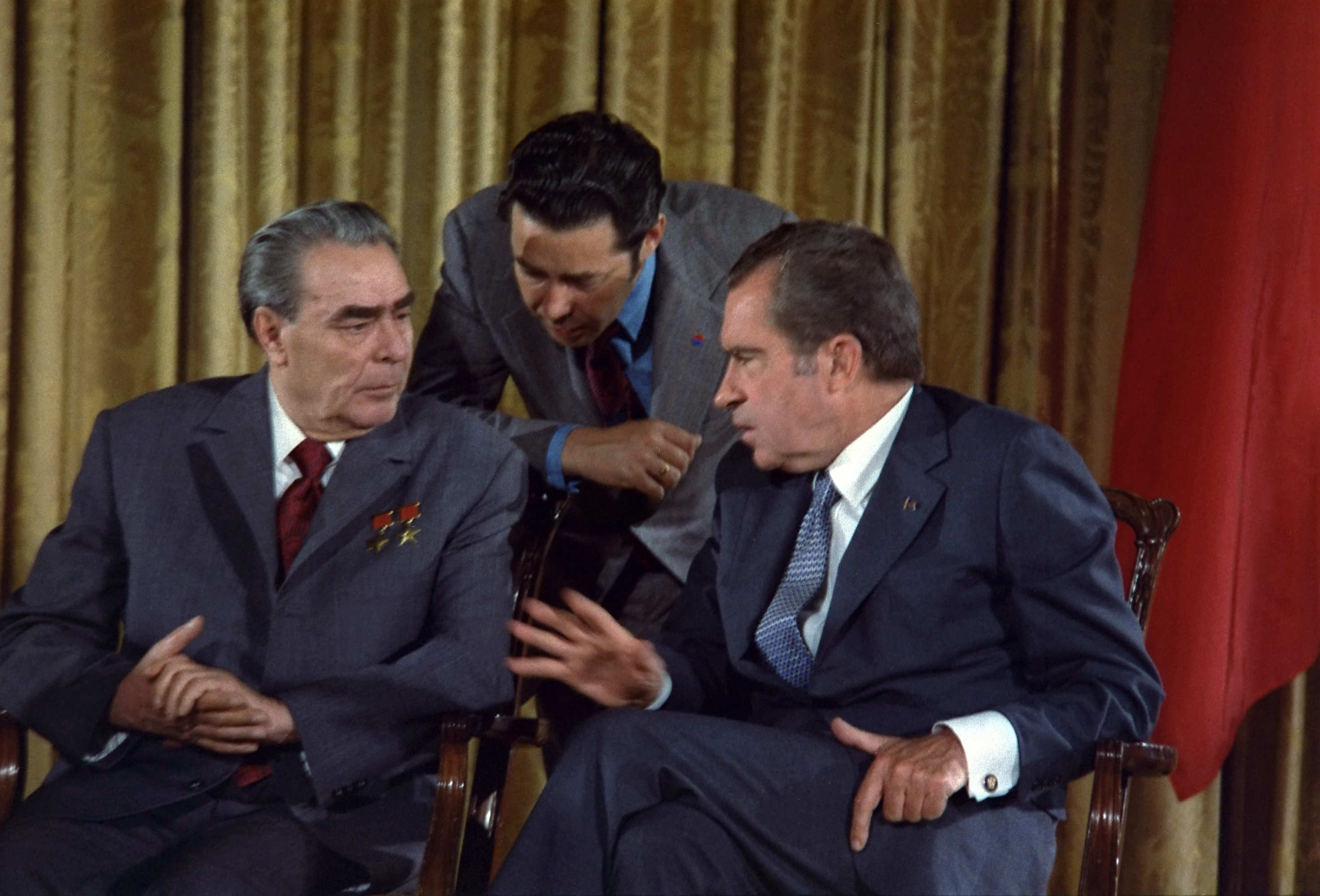
1973年苏联领导人访问美国期间，尼克松与苏共中央总书记勃列日涅夫会面

尼克松与勃列日涅夫激烈谈判。双方同意扩大双边贸易，并且达成两个具有里程碑意义的军控协议，一个是SALT I，这是两个超级大国签署的第一个全国限制军备的协议；另一个则是反弹道飞弹条约，该条约禁止任何一方研发用于拦截来袭导弹的防御系统。尼克松和勃列日涅夫宣布双边关系进入“和平共处”的新时代。当晚苏联领导人在克里姆林宫设宴款待尼克松一行。
为了与美国建立更好的关系，中国和苏联都削减对北越的外交支持，并建议河内在军事上达成协议。尼克松之后这样形容自己所用的策略：
我早就认为，如果要在越南发起任何成功的和平倡议，一个不可或缺的要素就是在可能的情况下争取苏联和中国的帮助，虽然与中国复交和与苏联缓和的关键都在他们自己。我也考虑他们为让战争早日结束所可能采用的手段。即使是在最糟糕的情况下，河内也会对华盛顿与莫斯科和北京打交道感到信心不足。而在最理想的情况下，如果两大共产党国家都决定他们还有更大的利益可以争取，河内就将会在压力下参加一个我们可以接受的协议的谈判。
之前两年里已经在美苏关系上取得相当大进展的尼克松在1974年第二度踏上访问苏联的旅程:963。他于6月27日到达莫斯科， 苏联领导人安排欢迎仪式，现场还有欢呼的人群，当晚还在大克里姆林宫设国宴招待总统一行:963。尼克松与勃列日涅夫在雅尔塔会面，讨论共同防御条约、缓和政策以及多目标重返大气层载具等多个问题。虽然有考虑提出全面禁止核试验条约，但尼克松认为自己在任期内没有足够的时间来将其完成:963。不过，这次谈判没有取得重大突破:963。

#### 中东政策

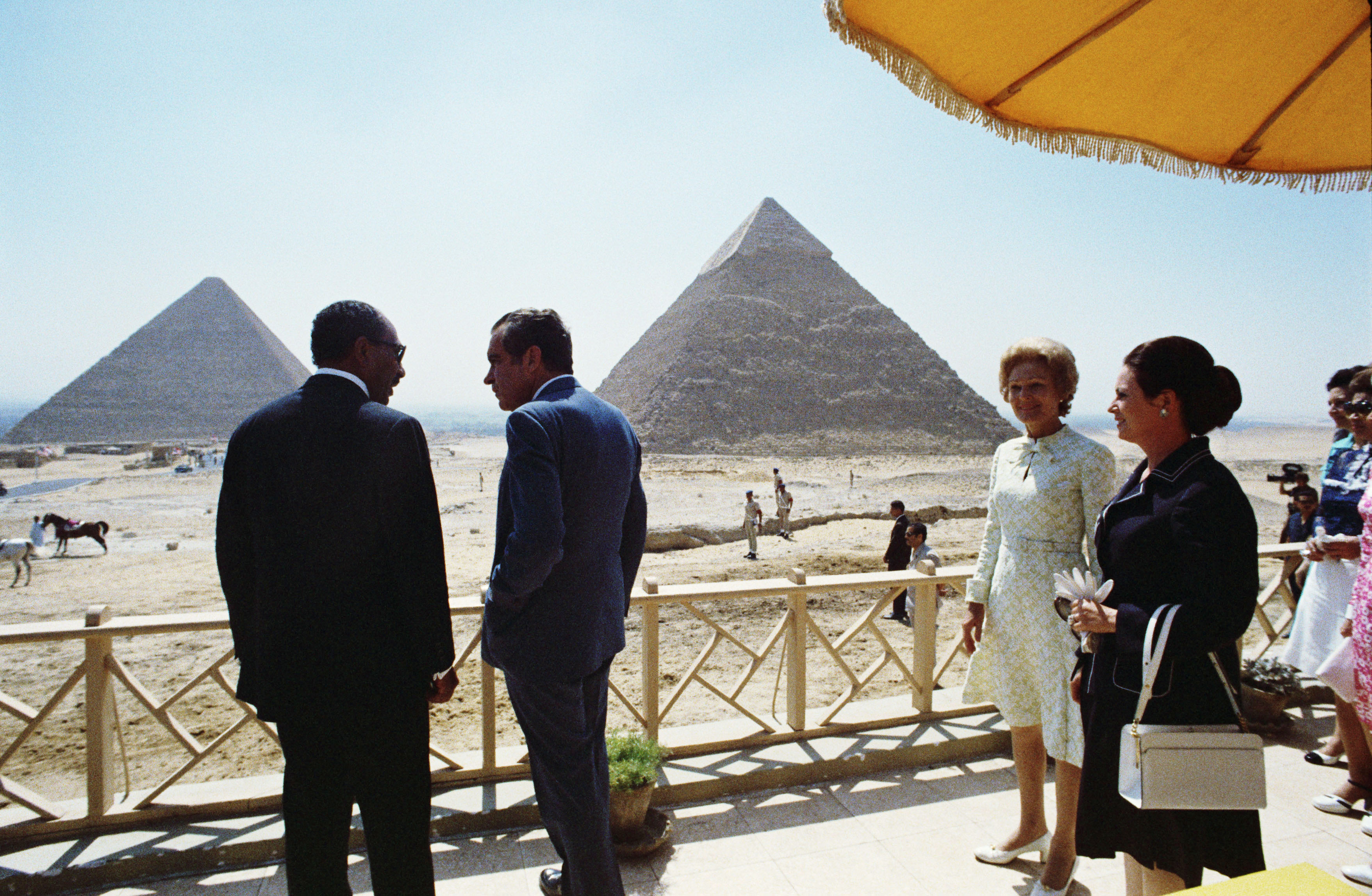
1974年6月，尼克松与埃及总统穆罕默德·安瓦尔·萨达特会面

根据尼克松主义外交方针，美国在可能的情况下将避免通过直接参战来对盟国提供援助，而是给予他们援助来令其拥有自卫的能力。因此在尼克松担任总统期间，美国对中东地区的军售额度有大幅度增长，特别是以色列、伊朗和沙特阿拉伯。尼克松政府对美国在中东的盟国以色列予以大力支持，但这样的支持不是无条件的。尼克松认为，以色列应该与阿拉伯邻国和平共处，并且美国应该对此加以鼓励。他认为除了第二次中东战争以外，美国都未能干预以色列，所以应该使用加大美国军事援助作为杠杆敦促各方回到谈判桌前。不过，阿以冲突并非尼克松第一个总统任期的主要关注议题，这其中的一个原因就是，他觉得无论自己怎么做，美国的犹太人都会反对他竞选连任:583–585。
1973年10月6日，以埃及和叙利亚为首的阿拉伯国家联盟在苏联大批武器的支持下向以色列发动进攻，史称赎罪日战争。以色列损失惨重，一周内，“巴列夫防线”就被敌军突破，以色列国防军中最精锐的空军和装甲部队损失过半，王牌军第190装甲旅全军覆灭。尼克松立即下令向以色列空运最先进的飞机、坦克和导弹，规模超过50年代的“柏林空运”，史称“五分錢救援行動”，并且绕开跨部门指挥的争吵和官僚作风，对阿拉伯国家可能采取的任何回应承担个人责任。同时又有大批美军“志愿人员”秘密赶赴以色列，操纵刚刚卸货的现代化武器直接奔赴前线，迅速扭转战争危局。一个多星期后，当美国和苏联开始对停火展开谈判时，以色列已经反过来深入敌方领土。这场停火谈判继续升级成一场超级强国间的危机，当以色列开始占据上风时，埃及总统萨达特请求美国和苏联联合执行维和使命，美国拒绝这一请求。10月19日，为报复美国对以色列的支持，阿拉伯国家控制的石油输出国组织宣布对美国和西欧实行石油禁运，并把中东油价提高三倍。勃列日涅夫也宣称要单方面强制执行维和军事任务，美国的间谍卫星还发现苏联红军的五个空降旅正在向中东地区调动，尼克松立即下令美国军队进入第三级戒备状态，所有美军人员和基地进入核战争警戒状态。这是继古巴导弹危机以来，全世界爆发核战争最剑拔弩张的一次，最终勃列日涅夫面对尼克松的行为选择让步:938-940。
石油输出国组织向美国实施的石油禁运导致第一次石油危机:923–928，美国于1973年后期出现汽油短缺，只能定量供应，不过在中东地区恢复和平后，石油生产油也取消禁运，石油危机随之结束:311。
战争结束后，美国在尼克松担任总统期间自1967年以来首次重新建立与埃及的外交关系。尼克松利用这次中东危机重启陷入僵局的中东和平进程，他向10月20日写给基辛格的一份备忘录中自信地写道：
我相信，毫无疑问，我们现在面对的是15年来在中东建立长久和平的最好机会。我深信，如果我们让这样的机会白白浪费，历史是不会原谅我们的……我现在认为，永久解决中东问题是我们必须致力的最重要的一个终极目标。
1974年6月，尼克松出访中东，成为第一位访问以色列的美国总统，这也是他担任总统期间最后的其中一次国际访问:951–952, 959。

### 国内政策

尼克松出席华盛顿参议员棒球队1969年的开球日。他的左手边是球队老板鲍勃·肖特（Bob Short，双手交叉），左前方是大联盟执行长鲍伊·库恩（Bowie Kuhn，戴着眼镜）。尼克松左后方身穿军服的是助手杰克·布伦南（Jack Brennan）

#### 经济
1969年尼克松上任时，美国的通货膨胀率高达4.7%，是继朝鲜战争以来最高的。约翰逊总统在任时制定的伟大社会计划与越南战争的开销一起，造成庞大的预算赤字。虽然失业率很低，但利率已经达到一个世纪以来的最高点:225–226。尼克松的主要经济目标就是要减少通货膨胀，要达到这一目标，最显著的方法就是结束战争:225–226。这不可能一蹴而就，所以美国经济的困苦挣扎一直持续到1970年，一定程度上加剧共和党在这年国会中期选举中的低迷表现，民主党得以在尼克松担任总统期间一直保持着对国会两院的控制权:431–432。根据国民经济学家奈杰尔·鲍尔斯（Nigel Bowles）2011年对尼克松经济记录的研究，新总统上任第一年没有对约翰逊的政策作出多大改变。
与国内政策相比，尼克松对外交事务的兴趣要大得多，但他也相信选民会更关注自己的经济状况，因此会对自己竞选连任构成威胁。作为他“新联邦主义”观点的一部分，尼克松提议向各州拨款，但这样提案大部分都在国会预算审议过程中被否决。不过，尼克松也因提出这些提案而获得政治上的信誉:431–432。1970年，国会授予总统权力干预工资和物价，不过拥有大多数席位的民主党人知道尼克松曾反对这样的管制，所以认为他即使拥有了这个权力也不会使用。1971年8月，通货膨胀问题尚未得到解决，大选年也迫在眉睫，尼克松于是召集自己的经济顾问在戴维营召开会议。然后他宣布管制临时工资和价格，允许美元兑换其它外币的汇率自由浮动，中止美元兑换黄金。:399–400鲍尔斯指出：“通过提出这样一项旨在降低通货膨胀的政策，尼克松给民主党对手留下难题……让他们无从指责。总统所提就是他们设计的政策，他们即使不同意也无法提供合理可信的替代政策。”尼克松的政策在1972年有效降低通胀率，但也导致他的第二个任期甚至福特上任后出现通胀:399–400。
尼克松连任后发现通胀再度出现。他于1973年6月再度实施价格管制，但这样的政策在公众，特别是商界人士心目中不得人心，与控制价格的官僚机构相比，他们宁愿与强大的工会组织打交道。这些管制造成粮食短缺，肉从食杂店的货架上消失了，农民们不愿意亏本养鸡卖出，于是选择将之淹死。虽然价格管制没能控制住通胀，但政策的终止很缓慢，一直持续到1974年4月30日法定授权失效。

#### 政府倡议和机构
尼克松提倡“新联邦主义”，将权力下放给各州和地方民选官员，不过这些举措中得到国会支持的很少:395。他取消内阁级的美国邮务部，该部门于1971年成为国营的美国邮政署。
尼克松是自然保护运动的支持者。环境政策在1968年大选中还没有成为一个重大议题，候选人也很少被问及对这一议题的看法。1970年4月，世界地球日诞生，尼克松意识到这预示着选民对于环境问题产生浓厚兴趣，于是试图投其所好。6月，他宣布组建环境保护局。尼克松在国情咨文中探讨环境政策，开创这一议题的新纪元。尼克松支持的其他举措还包括1970年的《清洁空气法》和职业安全与健康管理局；《国家环境政策法》要求许多联邦项目提供环境影响报告书:397–398。尼克松否决1972年的《清洁水法》，他并不反对该法的政策目标，而是认为其花费过多。国会推翻他的否决后，尼克松对其中自己认为不合理的资金予以扣留:396。
1971年，尼克松提出医疗保险改革，要求雇主为雇员提供私人医疗保险，向有未成年子女需要抚养的贫困家庭提供医疗补助，并向医疗保健组织提供支持。1973年颁布一项作用有限的医疗保健组织法案后，尼克松又于1974年提出更全面的医疗保险改革，将医疗补助方案更换为国营性质，面向全体公民的医疗保险方案，其中保险费以收入水平为基准，并实行成本分摊。
出于对美国国内和越南战场上美军使用非法药品（毒品）的担忧，尼克松发起倡议向毒品宣战，承诺切断海外毒品供应，并增加教育和康复设施的经费:418。
1971年2月，尼克松呼吁对镰刀型红血球疾病的研究、治疗和教育投入更多资金，并在1972年5月16日签署《国家镰刀型红血球贫血症防治法》（National Sickle Cell Anemia Control Act）。不过也有一位作家指出，尼克松在一方面这样高调地呼吁增加癌症和镰刀型红血球项目经费的同时，另一方面却减少美国国家卫生研究院的整体支出，以实现其保守型政府减少支出的承诺。

#### 公民权利
尼克松在任期间，南部各州的公立学校经历首次大规模的种族融合。尼克松的立场处在支持种族隔离的乔治·华莱士和自由派共和党人之间，他对种族融合的支持导致南方的一些白人感到不满。尼克松希望能够在1972年大选中得到南方州的支持，所以打算在大选前把废除种族隔离作为一项政治议题加以解决。上任后不久，他任命副总统阿格纽领导一个工作组与地方领导人——无论是白人还是黑人——合作，找出在当地学校实行融合的恰当方法。阿格纽对这一任务兴致缺缺，所以大部分工作都是由劳工部长乔治·普拉特·舒尔茨完成的。由于有联邦的援助，并且达到标准的校区教育委员会有可能得到尼克松总统的接见，到1970年9月时，只有不到10%的黑人儿童还在种族隔离的学校里念书。但到了1971年，北方城市中因废除种族隔离而导致的紧张局势开始显现，因对校车强制种族融合的政策不满而导致的抗议活动时有发生。尼克松私下里反对这种政策，但仍然会执行法院的命令:595–597, 603。
除了公立学校中的种族融合外，尼克松还于1970年实行了经过修订的费城计划（Philadelphia Plan），这也是第一个重大的联邦平权法案计划。他还于1972年平等权利修正案（Equal Rights Amendment，简称）在国会两院通过并送交各州批准期间对其表示赞同:246。尼克松曾在1968年大选期间宣传自己支持这条修正案，虽然女权主义者曾批评他在当选后没有为这条修正案做出过多少实质性的贡献，但他任内所指派的女性官员数量还是比林登·约翰逊任内要多。

### 太空政策

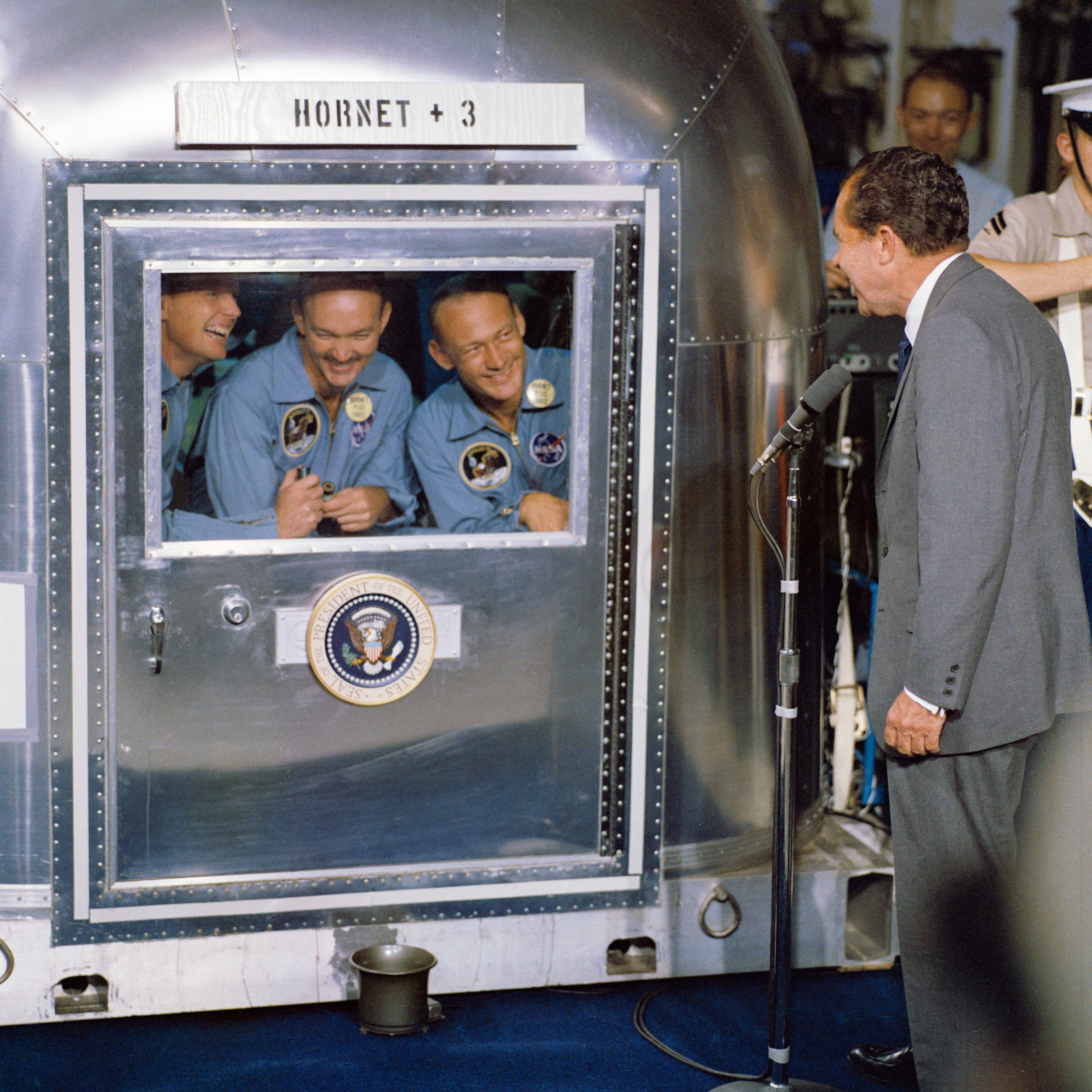
尼克松在大黄蜂号航空母舰上与隔离仓中的阿波罗11号宇航员见面

经过全国近十年的努力，美国成功地抢在苏联之前于1969年7月20日通过阿波罗11号把宇航员送到月球上。尼克松于尼尔·阿姆斯特朗和巴兹·奥尔德林在月球表面行走期间与两人通电话，并称这是“白宫所打出的最具历史意义的一通电话”:563。但是，尼克松在1960年代末国家航空航天局将人类送到月球上以后却并不愿意继续对该机构提供拨款。国家航空航天局局长托马斯·O·潘恩（Thomas O. Paine）制订两份雄心勃勃的计划，一个是在1970年代末把月球建设成为永久性的基地，另一个则是在1981年时发射载人飞行器探险火星。这两份提议都被尼克松否决。
尼克松还于1969年取消空军的载人轨道实验室项目，因为使用间谍卫星不但可以达到同样的侦察效果，而且成本上也要低得多。
1972年5月24日，尼克松批准国家航空航天局和苏联太空计划之间的一个历时五年的合作项目，这一合作在1975年美国的阿波罗航天器和苏联的联盟航天器在地球轨道中对接时达到高潮。

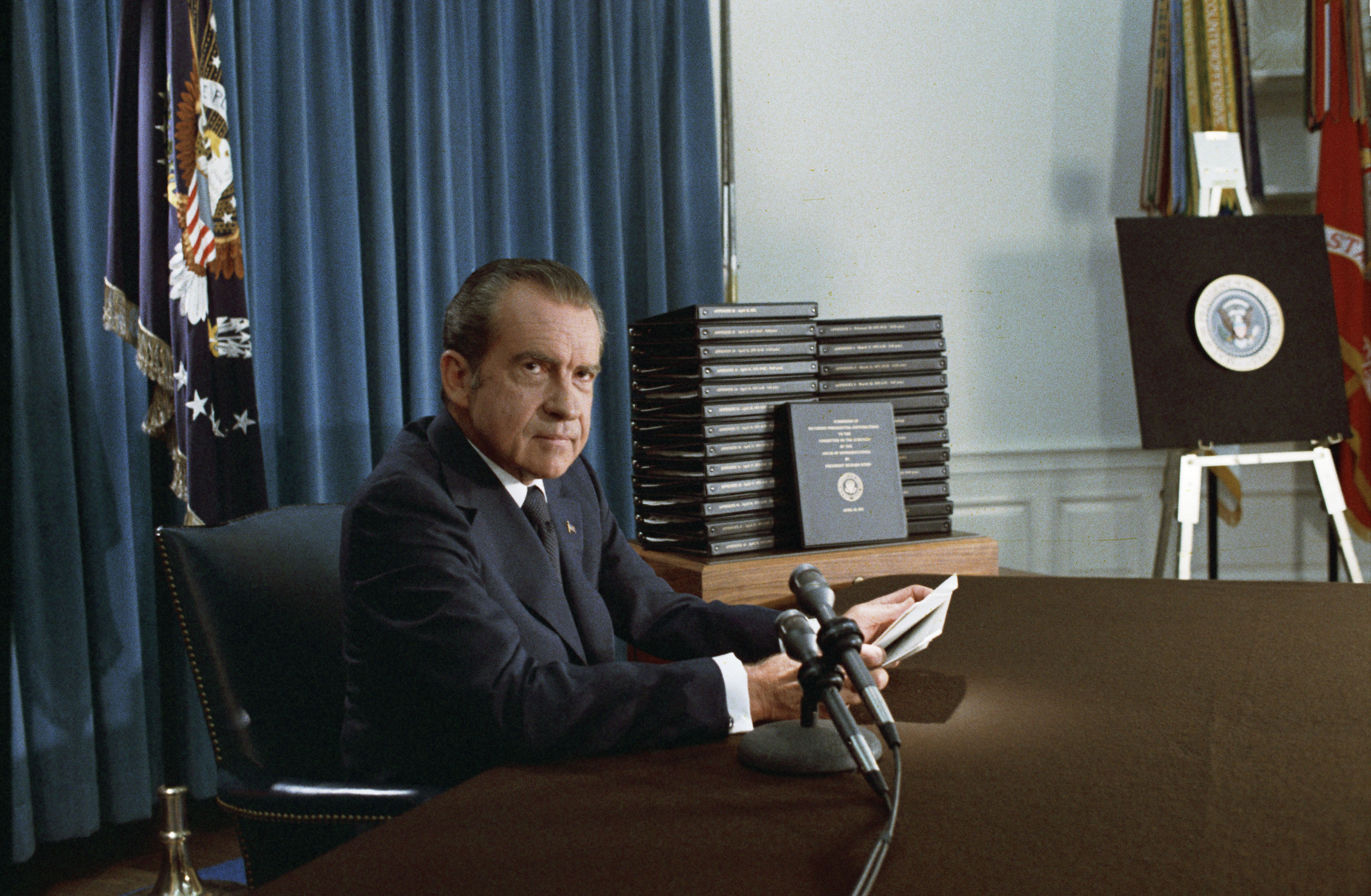
1974年4月29日，尼克松宣布交出白宫录音带经过剪辑的文字副本

### 连任与辞职

#### 1972年总统选举
尼克松相信，自己的掌权达到政治重组的高峰。民主党曾长期垄断南方各州的选票，从1877到1964年间，这些州基本上都是民主党的票仓。贝利·高华德虽然通过反对《1964年民权法案》而获得过多个南方州的选举人票，但也因此而导致较为温和南方人的疏远。尼克松在1968年大选中试图赢得南方支持的努力受到独立候选人华莱士的很大影响。上任后，尼克松在第一个任期中实行南方策略（Southern strategy）和政策，例如他废除种族隔离的方案就为大部分南方白人所接受，鼓励他们在民权时代的余波下重新接受共和党。他还提名两位南方保守派人士担任联邦最高法院大法官，分别是克莱门特·海恩斯沃斯（Clement Haynsworth）和G·哈罗德·卡斯威尔（G. Harrold Carswell），但都没有得到联邦参议院的批准。

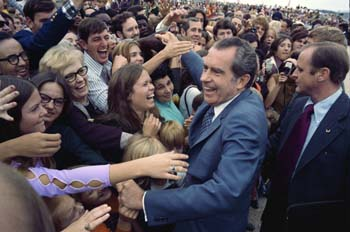
尼克松在1972年竞选期间与公众接触

1972年1月5日，尼克松的名字出现在新罕布什尔州初选的选票上，宣布自己竞选连任:766。他知道自己一定会得到共和党的提名:795，而在民主党对手人选上，尼克松起初认为会是马萨诸塞州联邦参议员泰德·肯尼迪，但在1969年7月的查帕奎迪克事件发生后，他已经不大可能会参加选举:617。之后，缅因州联邦参议员埃德蒙·马斯基成为民主党最有希望提名的人选，南达科他州联邦参议员乔治·麦戈文紧随其后:766。
6月10日，麦戈文在加利福尼亚州初选中胜出，获得民主党提名:816。次月，尼克松在1972年共和党全国大会上获得提名。在宣传中，他批评民主党四分五裂，软弱无能:834；麦戈文则表示自己打算大幅削减国防开支，并支持对逃避服兵役的人给予特赦，还支持堕胎权。由于一些支持者被认为赞成毒品合法化，因此麦戈文也被视为是“招安、流产和毒品”的代表。麦戈文起初的竞选搭档也对他的形象有损，密苏里州联邦参议员在竞选过程中被发现曾接受抑郁症治疗，因此退出了选举。尼克松在整个竞选期间的大部分民意调查中都保持者领先，并于1972年11月7日的大选中以历史上最具压倒性的其中一场优势胜出获得连任。他以赢得超过60%普选票的优势击败麦戈文，选举人票方面只输掉马萨诸塞州和哥伦比亚特区:629。

#### 水门事件

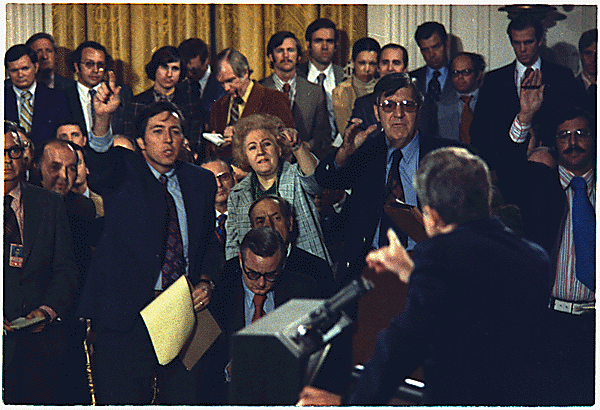
1973年10月26日，尼克松召开记者招待会接受提问

“水门事件”包括了尼克松政府成员的一系列秘密活动，并且这些活动中许多都是非法的。其中包括窃听政敌和尼克松及其手下官员怀疑人物的办公室等“卑鄙手段”。尼克松和他的亲信下令通过联邦调查局、中央情报局和国家税务局骚扰激进组织和政要。1972年6月17日，五名男子潜入水门综合大厦的民主党总部后被警方抓获，《华盛顿邮报》开始跟踪报道事件。记者卡尔·伯恩斯坦和鲍勃·伍德沃德根据一名被称为“深喉”的知情人士——之后经当事人自己承认而得知此人是当时的联邦调查局副局长马克·费尔特——提供的线索将被捕的人与白宫联系起来。尼克松起初称这些丑闻不过是政治，报纸文章中充满偏见和主导，试图将其淡化。但之后的一系列爆料却表明他的幕僚已经犯下试图破坏民主党及其他人工作、生活，并且还撒谎掩盖的罪行。包括白宫办公厅主任H·R·霍尔德曼、白宫法律顾问约翰·迪恩（John Dean）在内的多名白宫高级幕僚受到起诉，最终共计有超过46人被定罪。
1973年7月13日，国会水门委员会传唤前白宫助手亚历山大·巴特菲尔德（Alexander Butterfield）作证，他证实尼克松下令在椭圆形办公室等白宫内的多个办公室以及戴维营中都安装由语音自动启发，24小时运转的录音系统，一旦有人讲话或打电话就会自动录音。7月23日，水门事件特别检查官阿奇博尔德·考克斯（Archibald Cox）发出传票，要求白宫交出录音带。尼克松援引行政特权拒绝交出，白宫与特别检查官相持不下，尼克松于是在1973年10月20日（星期六）解雇考克斯，一同遭到解雇的还有拒绝执行尼克松命令解雇特别检查官的联邦司法部长埃利奥特·理查森（Elliot Richardson）和副部长威廉·洛克肖斯（William Ruckelshaus）。这一事件被媒体称之为“星期六之夜大屠杀”（Saturday Night Massacre）。在民众的压力之下，尼克松被迫同意任命德克萨斯州律师莱昂·贾沃斯基（Leon Jaworski）担任特别检查官。11月，尼克松的律师透露1972年6月20日的一段白宫录音带中有18分半钟的空白，总统的私人秘书罗丝·玛丽·伍兹（Rose Mary Woods）声称这是自己意外抹去的，但这一说法受到普遍的嘲笑。这段空白虽然不足以成为总统不当行为的确凿证据，但已足以让人对他声称对事件毫不知情的说法产生怀疑。

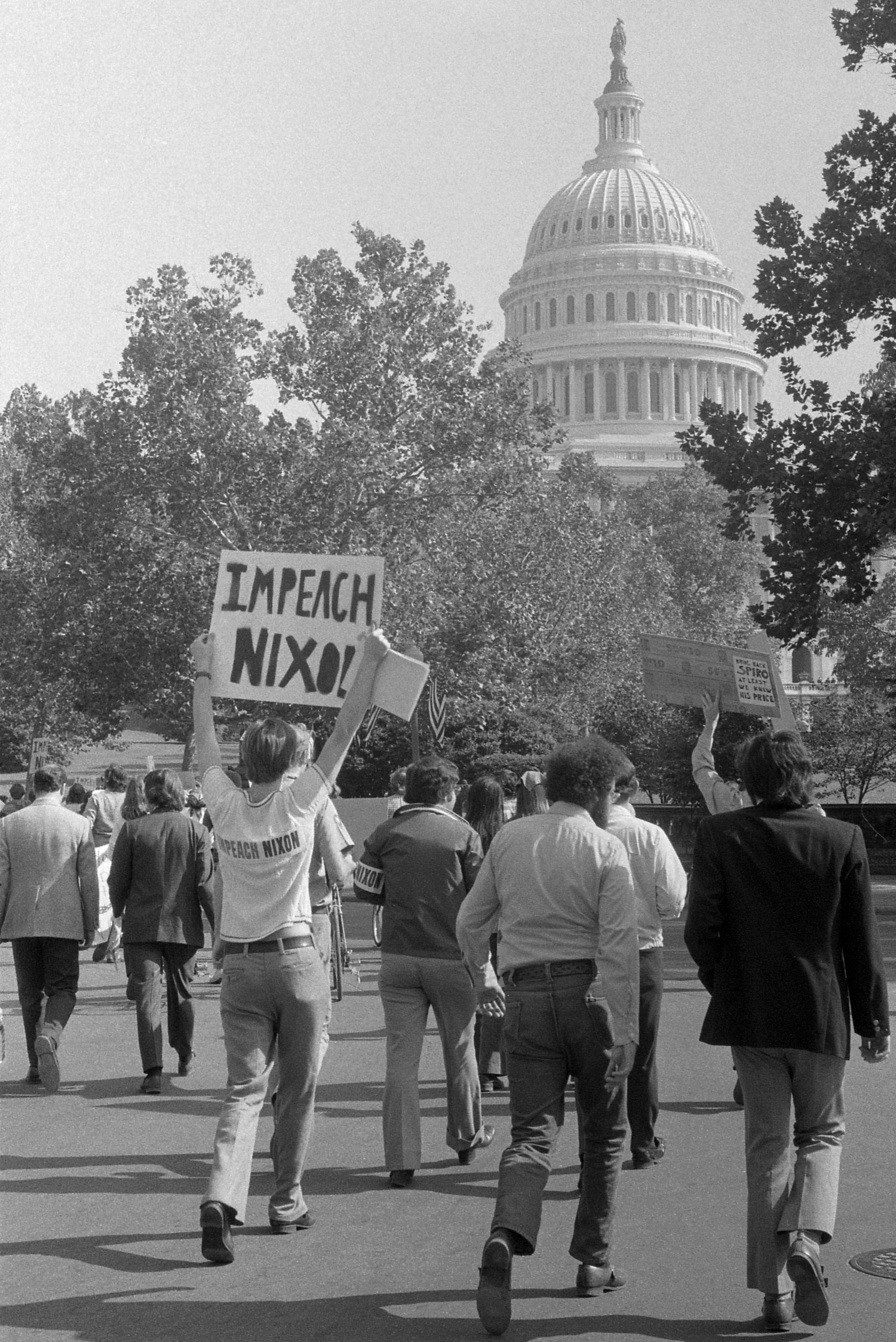
1973年10月，有人在首都街头游行，要求弹劾尼克松

虽然尼克松失去大部分民众的支持，这其中甚至包括他的党派，但他否认自己存在不法行为并发誓要继续任职。他坚称自己虽然有犯下错误，但事先对水门窃听案一无所知，也没有违反任何法律，一直到1973年初才得知有关的掩盖行为。10月10日，副总统阿格纽因在担任马里兰州州长期间受贿、逃税漏税和洗钱而辞职。尼克松提名联邦众议院少数党领袖杰拉尔德·福特继任，参议院确认这一提名:231–232, 239。
1973年11月17日，尼克松在电视上接受记者提问时说：:26
 人们必须知道他们的总统是不是个骗子。我不是骗子。我拥有的一切都是应得的。
录音带的司法大战一直持续到1974年上半年，尼克松于4月宣布交出1200页他与幕僚在白宫内对话的录音带文字副本。众议院司法委员会于1974年5月9日开始举行弹劾总统的听证会，这次听证会也通过各大电视台直播。听证会后举行投票，从7月24日到30日，委员会先后通过弹劾总统的三条动议，其中第一条是于27日以27票赞成、11票反对通过的妨碍司法。7月24日，最高法院在美国诉尼克松案以8比0一致裁决，总统必须交出全部录音带，而不只是经过剪辑的文字副本:394–395。
虽然自己的支持者伴随着事件的揭露而不断减少，但尼克松仍然希望能够获胜。然后，新交出一卷在窃听案后录制的录音带表明，尼克松曾在水门窃听案事发后不久被告知嫌疑人与白宫间存在的联系，并且批准阻挠调查的计划。这1974年8月5日伴随这卷被称为“确凿证据”的录音带一起发布的声明中，尼克松接受有关误导国家的指责，自己当时的确已经获知窃听案背后的真相，表示自己的记忆出现问题:414–416。他之后很快与共和党的国会领袖会面，后者明确表示众议院肯定会通过弹劾议案，而负责审理的参议院中支持他的最多只有15票——距离他不被撤职所需要的34票还差了一半多:978。

#### 辞职
面对罪名几乎肯定会成立的国会弹劾和政治支持的流失，尼克松于1974年8月8日晚上发表电视讲话，宣布从次日起辞去美利坚合众国总统职务，成为目前美国历史上唯一一位在任期内辞职的总统。这场辞职演说是在椭圆形办公室发表的，通过电视和广播直播。尼克松表示，自己出于对国家的利益考虑而辞职，请求大家支持新任总统杰拉尔德·福特。他接下来开始回顾自己担任总统期间的成就，特别是在外交政策方面:435–436，还引用西奥多·罗斯福1910年的演讲“共和国公民”来为自己辩护：

有时我成功了，有时我也会失败，但无论如何，我都一直谨记着西奥多·罗斯福对战场上武士的评价：“这些武士的脸上都混合着血泪和泥土；他们都英勇地活着，一遍又一遍地遭遇坎坷和错误，但是他们依然不畏失误，尽力去实践；他们懂得激情和付出，并把自己的生命奉献给有意义的事业；因为他们知道，成功迎来的将是无与伦比的高度，即使面临失败，也意味着他们有尝试的伟大勇气。”

尼克松的辞职演说中没有承认任何过失，他的其中一位传记作者康拉德·布莱克称这场演说是“大师之作”。布莱克指出，“这本对于任何一位美国总统来说都将是前所未有的羞辱，但实际上尼克松将其变成假定的国会认可，没有足够立法支持得以继续而几乎无可指责，至于一半的演讲都是在朗诵自己任期内取得的成就。”:983大部分电视台的评论员起初都对这场讲话作出好评，只有哥伦比亚广播公司的罗杰·穆德（Roger Mudd）例外，他表示尼克松回避问题，没有承认自己在罪行掩盖中所扮演的角色:437。

## 晚年及逝世

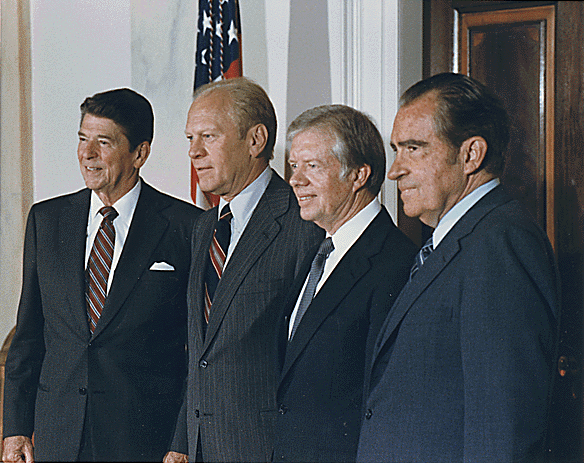
1981年10月，总统罗纳德·里根在白宫与三位前总统会面：福特、卡特和尼克松。这三位前总统还代表美国出席埃及总统安瓦尔·萨达特的葬礼

### 赦免和疾病

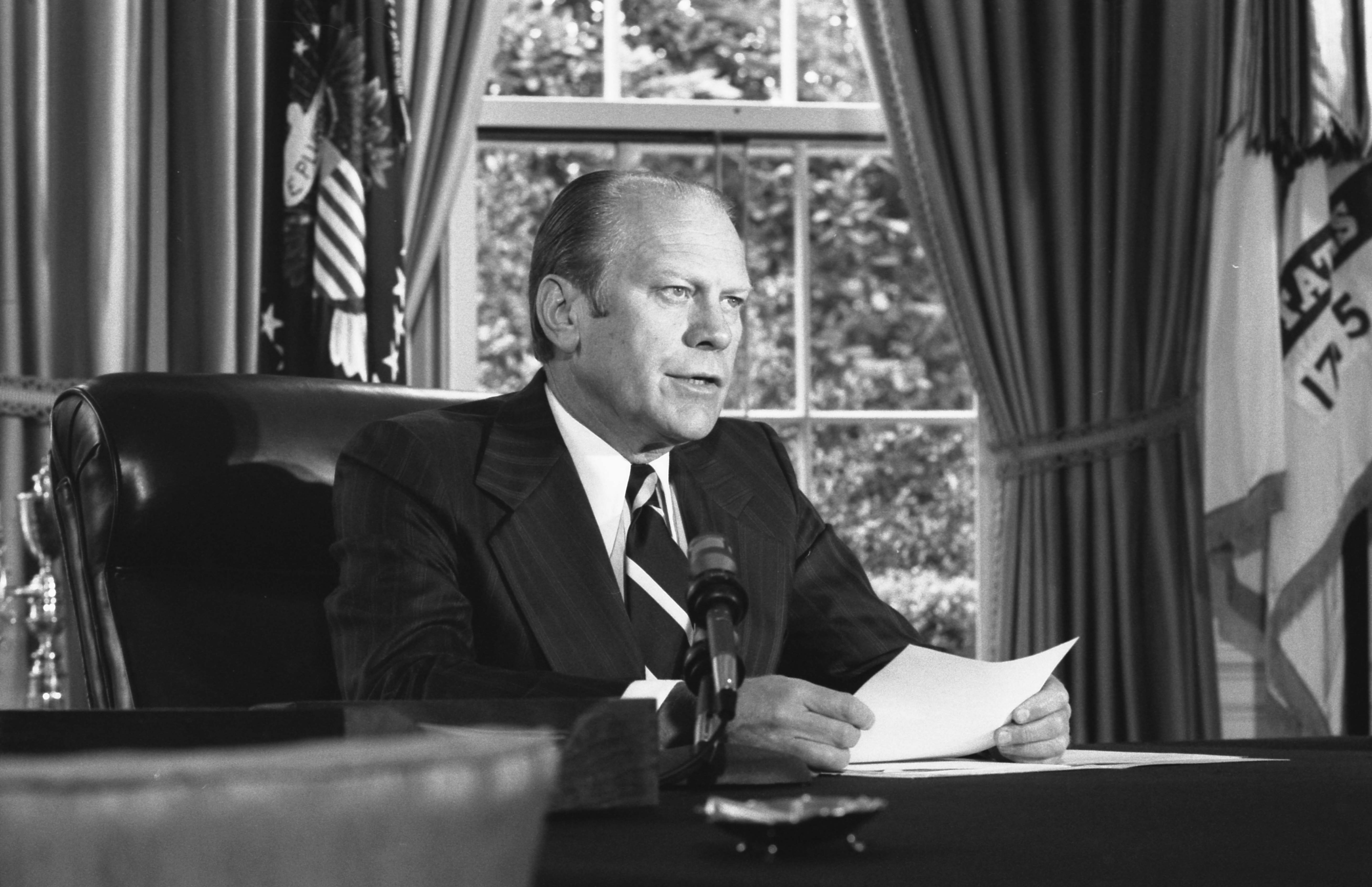
1974年9月8日，福特总统在椭圆形办公室宣布他决定赦免尼克松

辞职后，尼克松与家人飞回位于加利福尼亚州圣克莱门特的家中。据他的传记作者乔纳森·艾特肯（Jonathan Aitken）所说，辞职后的“尼克松是一个痛苦煎熬的灵魂”:529。国会曾对尼克松在过渡期的生活费用以及一些薪金方面的开支给予资助，不过拨款数额也从85万美元减少到20万美元。尼克松的部分幕僚仍然选择追随他，每天早上他会在7点坐到办公桌前——虽然这时已经没有什么事情可以做:529。他的前任新闻发言人罗纳德·泽格勒每天都会和他一起单独坐上几个小时:529–530。
虽然尼克松已经辞职，但还是有许多人希望对他加以惩罚。福特总统考虑对他予以赦免，但这在国内会很不得人心。尼克松一开始从福特派来的人口中得知新总统打算赦免他的消息时并不愿意接受，但之后还是改变主意。然而，福特坚持尼克松发布一份悔过声明，但尼克森认为自己没有犯下任何罪行，所以不应该发布一份这样的声明，最终福特还是让步了。1974年9月8日，他宣布给予尼克松“全面、自由且绝对的赦免”，这确保尼克森不可能再受到任何起诉。之后尼克松发明这样一份声明：
我错在没有以更果断，更坦率地处理水门事件，特别是当事情已经发展到司法诉讼阶段，并从政治丑闻升级成民族悲剧的时候。没有任何言语足以形容我对自己在水门事件中的错误给国家和总统职位所造成损失的遗憾和痛苦程度，我是如此深爱这个国家，如此敬重这个结构。:532:990
1974年10月，尼克松患上静脉炎，醫生表示如果不动手术将会有生命危险，他之后不情愿地接受手术，福特总统到医院探视。尼克松的三位前助手，迪恩、霍尔德曼和约翰·埃利希曼的案件正在法院审理，尼克松收到传票，《华盛顿邮报》不相信他真的生病，刊登出讽刺前总统“出师不利”的漫画。虽然被告表示反对，但哥伦比亚特区联邦地区法院法官约翰·西瑞卡（John Sirica）还是同意尼克松可以不用出席:533–534。国会指示福特保留尼克松的总统文件，围绕这些文件的归属开始一场历时30年的司法大战，最终尼克松赢得官司，这些文件也成为他的遗产:994, 999。1974年中期选举期间尼克松还在住院，水门事件和之后的赦免一共导致共和党失去联邦众议院的43个议席和联邦参议院的3个席位:998。

### 回到公众视野
1974年12月，虽然国内对他的感观仍然很差，但尼克松还是开始计划回归。他在日记中对自己和帕特写道：
就这样吧。我们会挺过去的。我们有过艰难的岁月，我们也能熬过更多的艰辛，我们现在就必须要看开些。这或许正是我们存在的目的，能够承受比任何一个曾担任总统的人多得多的惩罚，特别是在离任以后。这是一次对人性的考验，我们一定要取得成功。:535

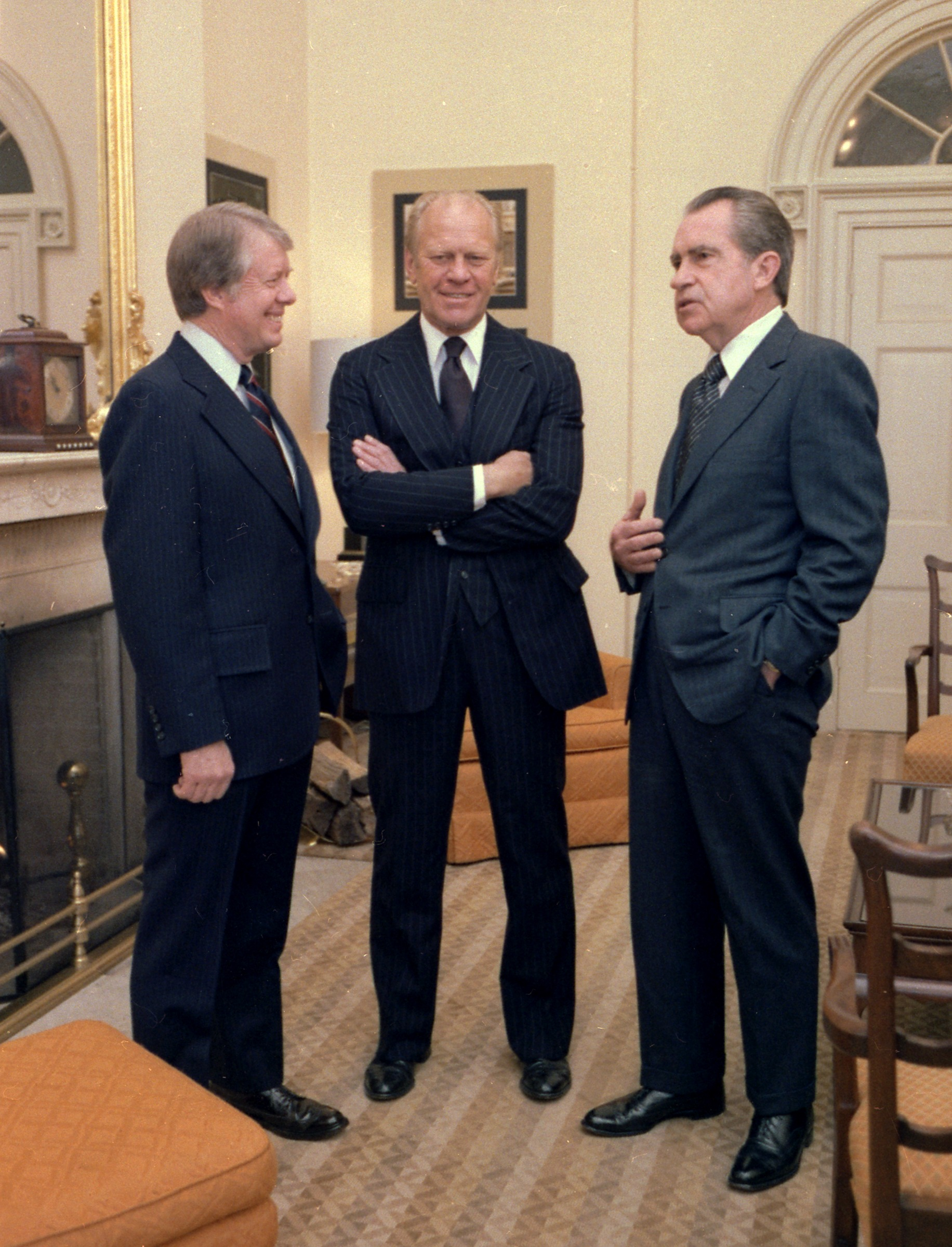
1978年，尼克松（右）、福特（中）和卡特出席前副总统休伯特·汉弗莱的葬礼

1975年初，尼克松的身体状态有所好转。他在一个海岸警卫队留了间办公室，距自己家约274米，起初是用高尔夫球车代步，之后则是步行，每天都坚持到办公室工作，主要是撰写回忆录:481。他曾希望等过一段时间再开始写回忆录，但由于资产被各种开销和律师费用所蚕食，他不得不赶快开始工作:537, 539。2月，国会停止对尼克松的过渡期提供补助费用，于是他又不得不遣散包括泽格勒在内的大部分助手:1000。这年8月，他与英国谈话节目主持人兼制片人大卫·弗罗斯特见面并接受一系列的采访，为此他获得60万美元的酬劳，节目于1977年摄制并播出:1004。节目一开始谈论的话题是外交政策，细数他所知的各国领导人，但这其中最令人难忘的部分还是有关水门事件。尼克松承认自己“让祖国失望”，并且也“害了自己。我给他们一把剑，然后他们就插到我的身上，还兴奋地扭动剑柄来造成更大的伤害。而且我想，要是异地而处，我自己可能也会这么做。”:138这套节目吸引4500至5000万观众收看，创下谈话节目收视率的新纪录:512。
接受这次采访改善尼克松的经济状况，1975年初他的银行存款一度只有500美元。他还卖掉位于佛罗里达州比斯坎湾的房产，这场交易是由他的朋友彼比·雷博佐等人安排的:539–540。1976年2月，尼克松接受毛泽东的私人邀请再度访问中国。尼克松之前就希望再去一趟中国，但还是选择等到福特1975年对该国的访问结束后进行:1005。在1976年的共和党初选战中，尼克松在福特和里根之间保持中立。最终福特获胜，但在11月的普选中被乔治亚州州长吉米·卡特击败。卡特政府对尼克松很冷淡，还阻碍他前往澳大利亚的计划，致使澳大利亚总理马尔科姆·弗雷泽不得不对其正式邀请加以隐瞒:543。
1978年初，尼克松前往英国。美国外交官和詹姆斯·卡拉汉大部分内阁官员都对他避而远之，但反对党领袖玛格丽特·撒切尔、前首相亚历克·道格拉斯-休姆和哈罗德·威尔逊都对他表示欢迎，而另外两位前首相哈罗德·麦克米伦和爱德华·希思则拒绝与他见面。尼克松在牛津大学辩论联盟协会针对水门事件发表演说：
有些人说，我对此事处理失当，他们说的对。我搞砸了。这是我的“过失”。但是我任內的是非功过，等到2000年你一定还活着，到時候你就会知道人们到底怎么看待我的功过。:546–547

### 作家和政界元老

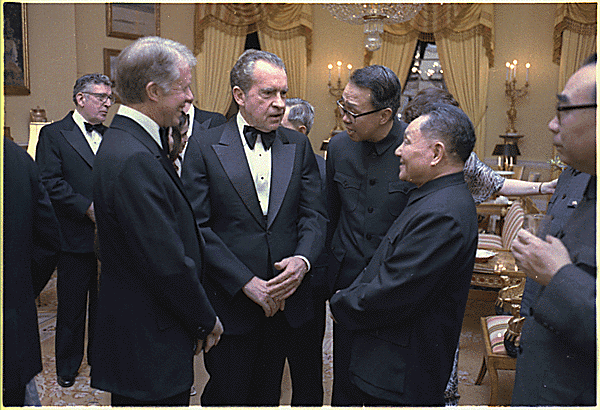
1979年，尼克松在白宫与中华人民共和国国务院副总理邓小平交谈，一旁的是总统吉米·卡特

1978年，《尼克松回忆录》（RN: The Memoirs of Richard Nixon）出版，这也是他退休后撰写的十部著作中的第一本。该书获得畅销和普遍好评:525。1979年，尼克松应卡特总统邀请，到白宫参加接待中华人民共和国国务院副总理邓小平的国宴。卡特本不愿邀请尼克松，但邓小平表示，如果尼克森没有受到邀请，自己将前往加利福尼亚州探望对方。尼克松与邓小平私下会晤，并于1979年中期再度访问中国:524–525。
1980年初，尼克松一家在纽约市购买一套联排别墅，他们之前看中两套曼哈顿公共房屋，但都遭到拒绝:528。1980年7月，伊朗沙王穆罕默德-礼萨·巴列维在埃及去世，美国国务院本不打算派任何美方代表出席葬礼，但尼克松选择无视其指令，亲自出席葬礼。虽然尼克松没有任何官方凭证，但作为前总统的他仍被视为是美国在前盟友葬礼上的代表:533。他在1980年大选中支持罗纳德·里根担任总统，用传记作者斯蒂芬·E·安布罗斯的话来说，尼克松以一位“超然于争执之外的资深政界元老”形象出现在电视荧幕上:534。 无论是在竞选期间还是里根获胜后，他都为许多出版物撰写客座文章:540。在纽约的联排别墅住18个月后，尼克松与夫人在1981年搬到新泽西州博根县的萨德尔里弗（Saddle River）。
在整个1980年代，尼克松不断地写作和演讲，出访多个国家和地区，与其领导人见面，特别是第三世界国家。他与前总统福特和卡特一起代表美国出席埃及总统安瓦尔·萨达特的葬礼。在中东访问期间，尼克松表明自己对沙特阿拉伯和利比亚的看法，引起美国媒体的极大关注。《华盛顿邮报》报道尼克松的“康复”:545。1986年，尼克松再访苏联，并在返回美国后给总统里根送去一份很长的备忘录，其中包括外交政策方面的建议，以及他对苏共中央总书记米哈伊尔·戈尔巴乔夫的个人印象。此行结束后，尼克松在一次盖洛普民意调查中被评为全世界十大最受崇拜的人之一:142。

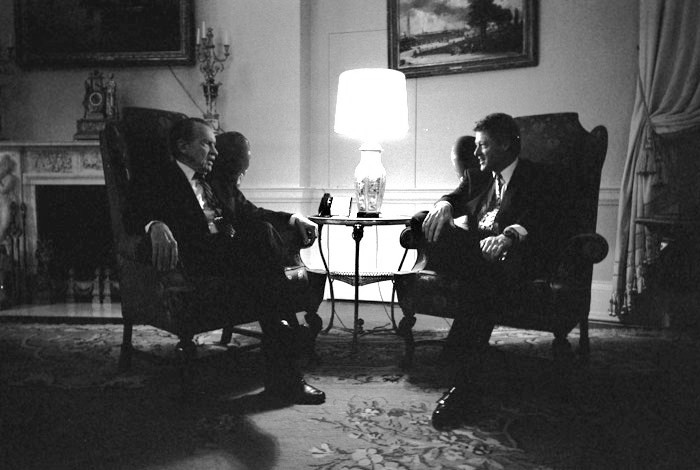
1993年3月，尼克松到白宫与总统比尔·克林顿会面

1986年，尼克松在对一群报纸发行商演讲时以自己“环顾世局”的观点给众人留下深刻的印象:144。当时政治评论家伊丽莎白·德鲁（Elizabeth Drew）这样评价道：“虽然曾经犯下过错误，但尼克松仍然表现出自己见多识广，记性惊人，还保持着富有威信的演讲能力，足以让那些之前与他缺乏接替的人留下深刻印象。”:144《新闻周刊》以《他回来了》为题发表“尼克松回来了”的文章:561–562。

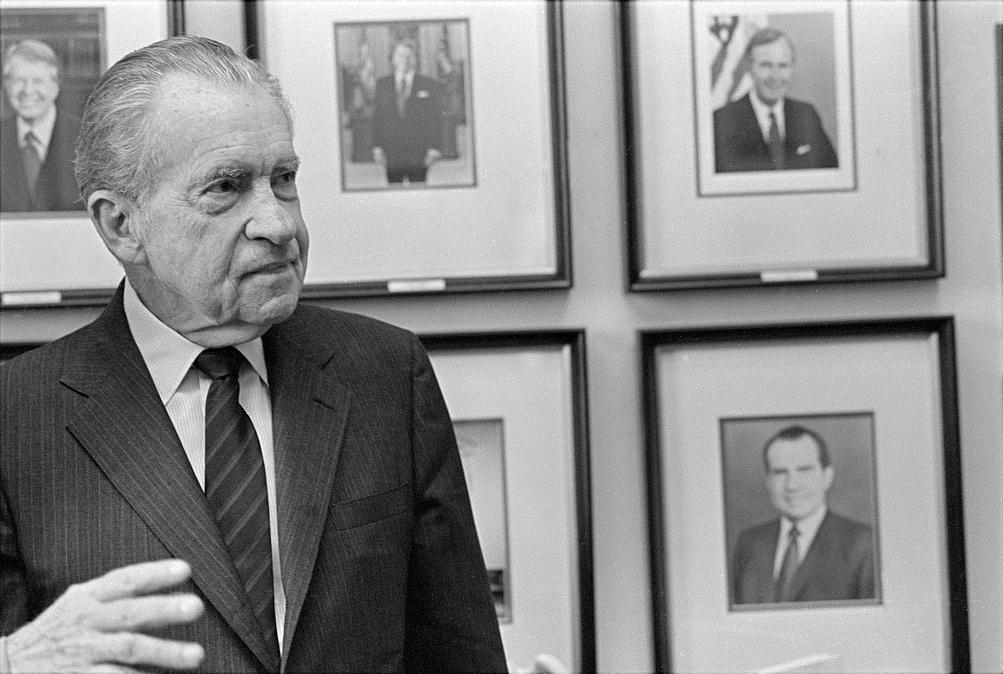
1992年的尼克松

1990年7月19日，理查德·尼克松图书馆与故居在加利福尼亚州的约巴林达以私营机构形式揭幕，尼克松一家予以出席。大群人士来到现场参观，其中包括总统福特、里根和乔治·H·W·布什及他们各自的第一夫人贝蒂、南希和芭芭拉:565–568。1991年1月，尼克松创办尼克松中心，该中心之后更名为国家利益中心（Center for the National Interest）。是一个位于首都的政策智库和会议中心:1045–1046。
1993年6月22日，帕特·尼克松因肺气肿和肺癌去世。她的葬礼在理查德·尼克松图书馆与故居的场地举行。前总统在整个葬礼期间悲痛欲绝，并在图书馆大楼内发表一段纪念她的感人演讲:1049–1050。

### 逝世和葬礼

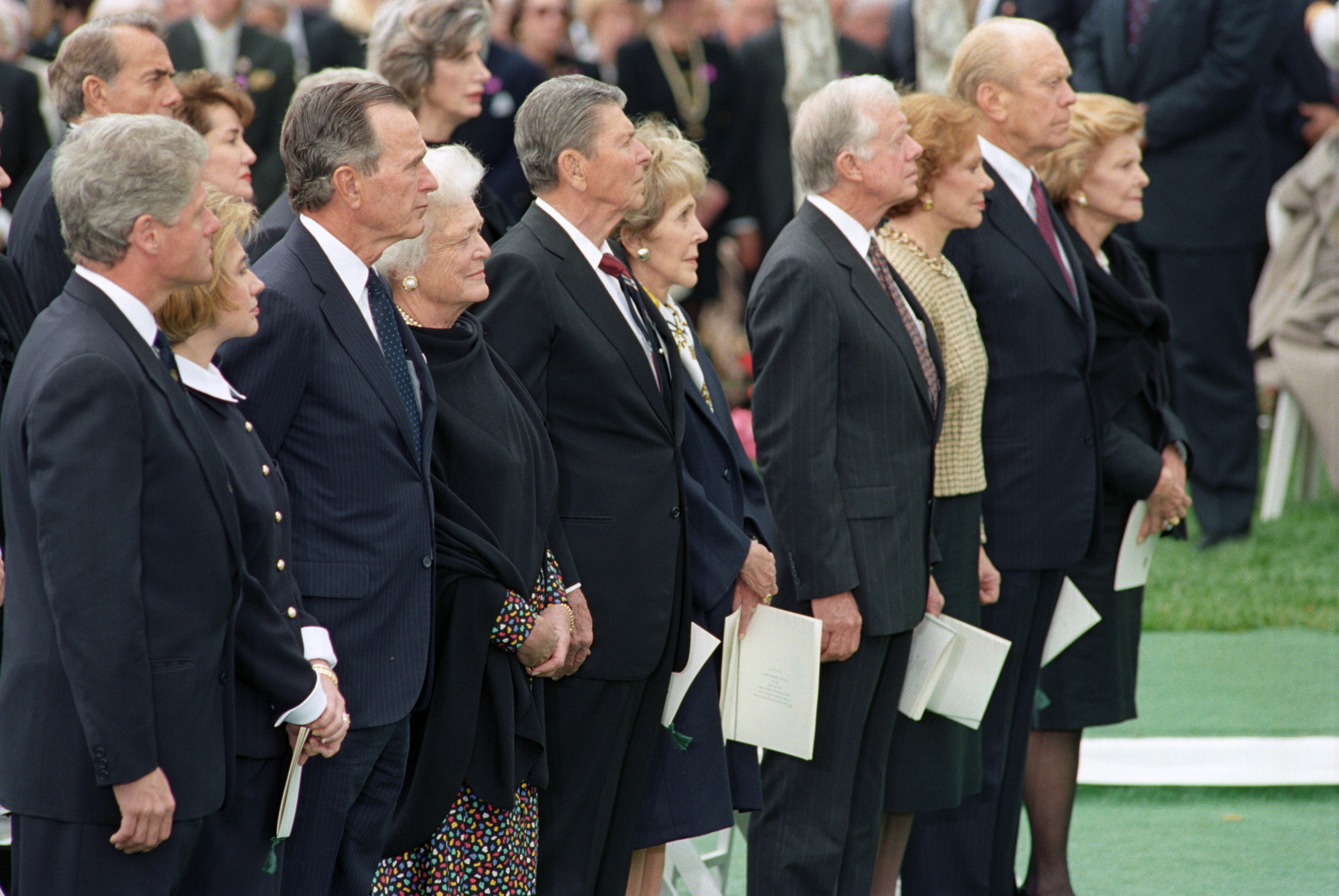
1994年4月27日，五位美国总统与他们的第一夫人出席理查德·尼克松的葬礼

1994年4月18日，正在派克里奇（Park Ridge）的家中准备吃晚饭的尼克松出现严重中风。他的心脏状况导致心室内之前形成的一个血栓破裂并进入大脑。他被送到曼哈顿的纽约医院康奈尔医疗中心，起初神智清醒，但无法说话或移动自己的右手和右腿。大脑因受损而导致肿胀（脑水肿），尼克松随之陷入深度昏迷，最後在1994年4月22日晚上9点08分，第37任美国总统理查德·米尔豪斯·尼克松与世长辞，享年81岁，其时床畔有两位女儿的陪伴。
尼克松的葬礼于1994年4月27日举行，总统比尔·克林顿、前国务卿亨利·基辛格、联邦参议院少数党领袖鲍勃·多尔、加利福尼亚州州长皮特·威尔逊（Pete Wilson）和葛培理牧师在尼克松图书馆举行的仪式上致辞。出席仪式的还有前总统福特、卡特、里根、乔治·H·W·布什及各自的夫人:1051–1053。
理查德·尼克松下葬在尼克松图书馆的场地内，与夫人帕特相邻。他们留下两个女儿，特里西娅和朱莉，还有4个孙辈。根据他的遗愿，他的葬礼并不是一场国葬，不过他的遗体还是从4月26日早上开始在尼克松图书馆大堂内接受瞻仰直至举行葬礼时止。哀悼者在寒冷、潮湿的天气里排队等候长达8个小时来表达自己的敬意。最多的时候，灵柩前排了约4800米长的队，估计有42000人等着向已故总统致敬:206。
尼克松去世后不久，《时代》杂志的约翰·F·斯塔克斯撰文称，这位前总统“有着巨大的精力和决心，驱使他在面对自己造成的每一个灾难时重新恢复过来。为了在辞职后重新赢得美国公众的尊重，他马不停蹄地与世界各国领导人交流......等到比尔·克林顿入主白宫时（1993年），尼克松作为政界元老的角色已经稳固。克林顿的夫人曾在投票支持弹劾尼克松的委员会中工作，但他还是公开与这位尼克松见面，并定期征求对方的意见”。《纽约时报》的汤姆·威克尔（Tom Wicker）指出，只有尼克松曾像富兰克林·德拉诺·罗斯福那样先后五次成为一个主要党派的总统候选人，他还引用尼克松1962年的告别演讲写道，“理查德·尼克松宽厚的下巴，被胡须遮盖住的脸，光滑高翘的鼻梁和额上的V型发尖，向上伸出摆成胜利姿态的双臂，曾如此频繁地受到描述和讽刺，这片地已如此熟悉他的存在，他如此频繁地成为争议的热点，这都让人很难意识到这个国家‘再也不会有个叫尼克松的人让你们踢来踢去了。’”安布罗斯这样形容尼克松的去世时带来的反应：“除了他自己以外，这让每个人都感到惊讶：原来他还是大家敬爱的资深政治家。”
尼克松去世后，几乎所有的新闻报道中都有提及水门事件，但这其中大部分对这位前总统亦存在正面评价。《达拉斯晨报》（The Dallas Morning News）指出：“历史终将表明，虽然有一些缺点，但他仍是我们最具远见的行政首脑之一。”:205–206这让一些人感到冒犯，如专栏作家拉塞尔·韦恩·贝克就抱怨这是“一系列企图赦免他罪行的阴谋”:204–205。《奥马哈世界先驱报》（Omaha World-Herald）漫画家杰夫·科特巴（Jeff Koterba）准备在空白画布上推出以尼克松为主题的历史作品，并呼吁充满期待的美国观众先坐下来耐心等待，因为“这副肖像比其他大部分都要复杂那么一点点”:210。

## 影响
历史学家兼政治学家詹姆斯·麦格雷戈·伯恩斯（James MacGregor Burns）针对评价尼克松的问题这样表示：“一个人要如何评价这样的一位总统，如此的辉煌，但又如此的不道德？”。尼克松的多位传记作者对历史将会如何评判他的问题抱有不同的看法。安布罗斯认为：“尼克松希望他人根据成就来评判自己。但他却会因为自己在第二个任期内导致国家经历的恶梦以及辞职而被人铭记。”:592记录尼克松国会生涯的欧文·格尔曼指出，“他在自己的国会同僚中是非凡的，是混乱年代的成功案例，与激进的麦卡锡相比，他是明智反共路线的引领者”:460。艾特肯则表示：“无论是以个人还是政治家而言，尼克松的缺点都已遭受过多的指责，对他优点的承认还明显不足。然而，即使是本着历史修正主义的精神，也不可能对他作出简单的评判。”:577

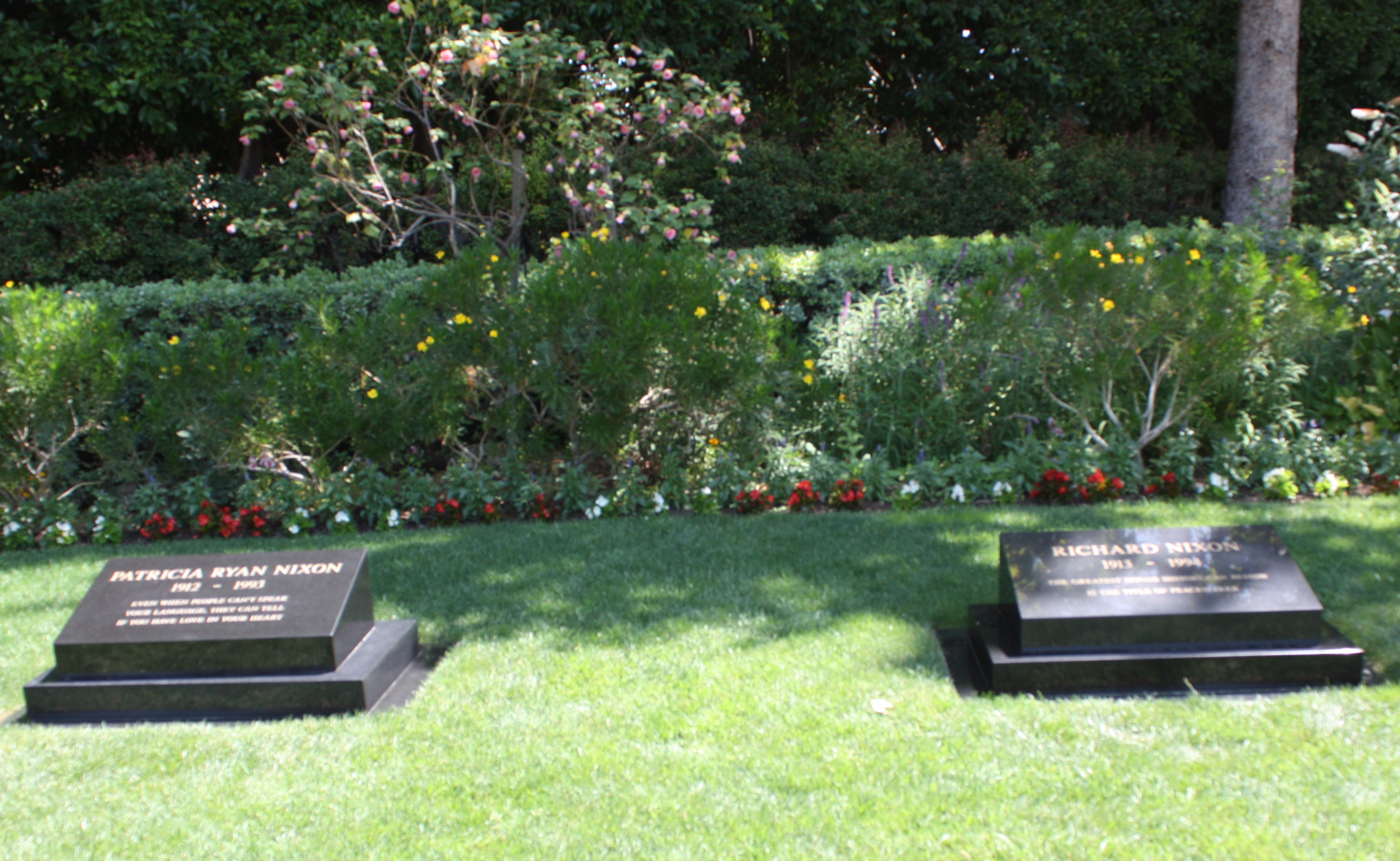
尼克松总统夫妇的坟墓，第一夫人帕特在左边，理查德在右边

一些历史学家认为，尼克松的南方策略在一定程度上令南方各州成为共和党的据点，而其他一些人则认为经济因素在这个问题上起的作用更大。在他的政治生涯中，他帮助共和党远离孤立主义的控制，并且作为一名国会议员，他还是指称国会内部存在苏联共产主义者的有力倡导者:1053。据他的传记作者赫伯特·帕默特（Herbert Parmet）所说：“尼克松起到带领共和党沿一条中间路线前进的作用，这条路线处在洛克菲勒家族、高华德家族和里根家族的竞争之间。”:viii
尼克松因其在国内事务上的态度而受到赞誉，在他任内有多条环境和监管法规得到通过和执行。历史学家保罗·查尔斯·米拉佐（Paul Charles Milazzo）在2011年的一篇有关尼克松和环境的论文中指出，尼克松建立环境保护局，还执行诸如1973年《濒危物种法》等法律，“虽然没有得到追捧和承认，但理查德·尼克松的环境遗产是稳固的。”
尼克松认为他对越南、中国和苏联的外交政策将对他的历史地位产生决定性的影响。一度是尼克松政敌的乔治·麦戈文于1983年评论道“尼克松总统与中国和苏联这两个超级大国接触的实用经验，可能比二战后的任何一位总统都要多......唯一的例外就是他在越南战争的延续中难辞其咎。尼克松的确会得到历史的高度评价。”政治学家尤西·M·汉西马基（Jussi M. Hanhimäki）对此有不同看法，他认为尼克松的外交手段不过是冷战中围堵政策的延续，使用外交而不是军事手段。
历史学家基思·W·奥尔森（Keith W. Olson）曾评价称，尼克松也留下了一道负面的遗产：因越战和水门事件的影响，导致政府开始失去了人们的信任。1998年国会审理克林顿弹劾案期间，双方都试图把尼克松和水门事件作为对自己有利的筹码：共和党人认为克林顿的失当行为已堪比尼克松，而民主党则争辩称尼克松的行为要严重得多:211–214。尼克松的另一项遗产，就是总统权力的削减，国会因水门事件的影响而通过多项法案对总统权力加以限制。1973年11月，国会通过《战争权力法》限制总统的战争权。1974年，国会通过《预算和拦截控制法》，限制总统重组行政部门和拦截国会拨款的权力。1978年，国会通过《政府部门道德准则法》，建立特别检察官制度，授权特别检察官在不受总统控制的前提下彻底调查行政部门官员的违法行为。美国学者格林斯登指出，水门事件之后，美国总统面临的是一种难以驾驭的政治环境，包括权力意始觉醒的国会、软弱无力的政党系统、攻击性极强而且积极挖掘坏消息的媒体以及难以指挥的行政官僚系统。不过奥尔森则指出，九一一袭击事件发生后，国会通过法案授予总统大量权力，因此美国总统权力已经得到恢复。

## 个性和公众形象

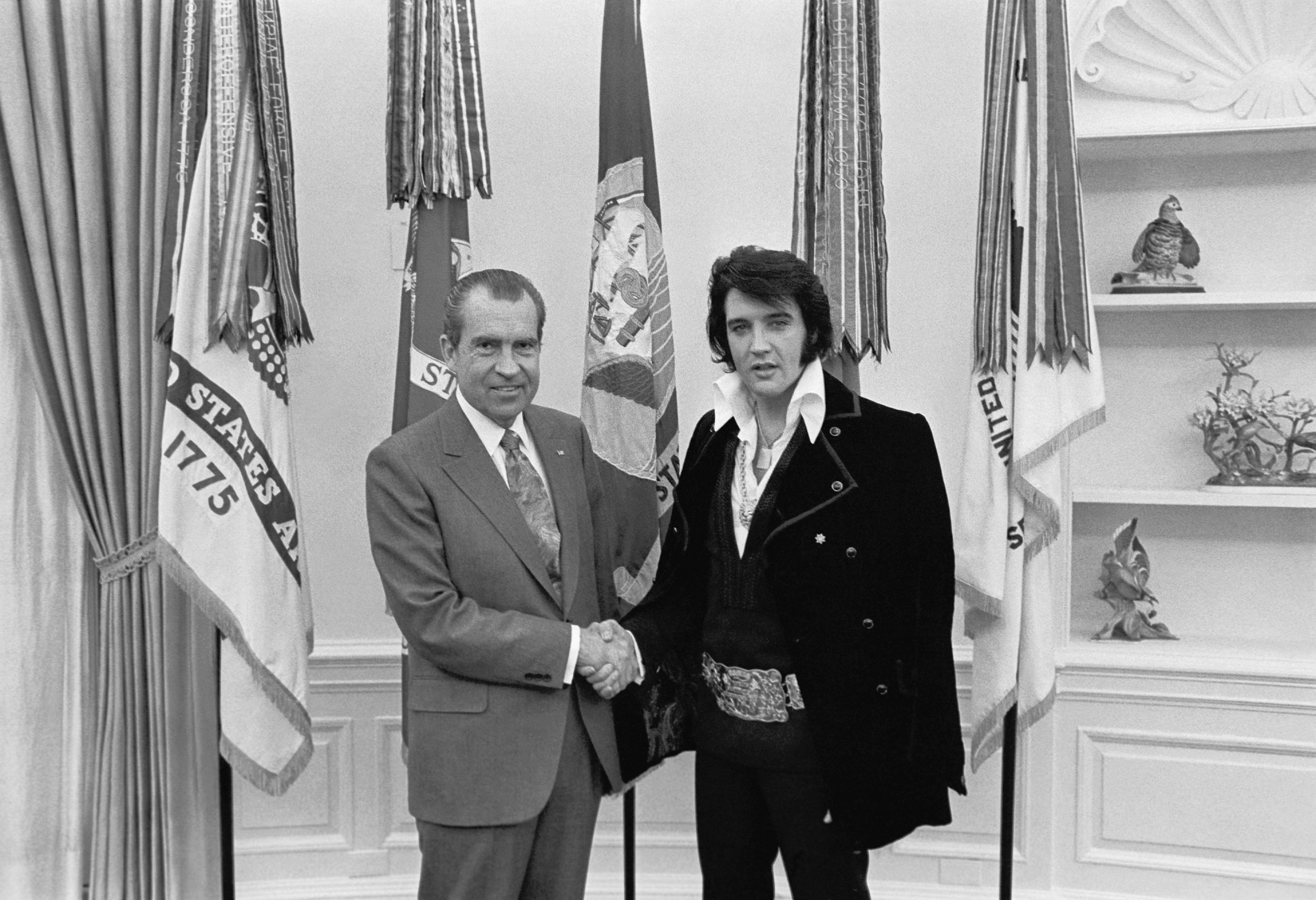
1970年，尼克松接见埃尔维斯·普雷斯利，这一幕被称为“总统与国王”

尼克松的政治生涯经常受到自己个性和公众对其看法的影响。社论漫画家和喜剧演员经常夸张地描述他的外表和举止，以至于本人和漫画之间的界限变成越来越模糊。他经常被描绘成拥有胡子拉碴的下颌，颓然的肩膀，紧锁并且布满汗珠的眉头。:281–283

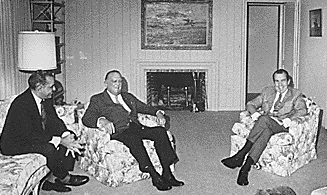
1971年12月，尼克松与彼比·雷博佐（左）、联邦调查局局长约翰·埃德加·胡佛在佛罗里达州比斯坎湾一起吃过晚饭后放松休息

尼克松的性格很复杂，既非常隐秘又很尴尬，并且都惊人地反射出他的个人经历。他倾向于与人群保持距离，并且一直穿着正装，即使是一个人在家时也穿着外套并系好领带:150。尼克松的传记作者康拉德·布莱克形容他一方面很强硬，另一方面又对自己的某些方面感到忐忑不安:574。据布莱克所说，尼克松“认为自己注定要受到诽谤，出卖，不公正地骚扰，误解和低估，还会受到约伯的审判，但通过自己的强大意志加上坚韧和勤勉，最终一定能够取得成功。”:700传记作家伊丽莎白·德鲁总结称尼克松是一个“聪明而且有才华的人，但又是最特别，最受困扰的总统”:151。作家理查德·里夫斯（Richard Reeves）在总结尼克松的总统任期时形容尼克松是一个“害羞到难受的奇怪男人，只有在独自思考时才能保持自己的最佳状态”:12。尼克松的个性注定他总统任期的发展，里夫斯指出：“他对他人做出最坏的估计，并且也正是自己让他们露出最坏的一面……他死死抱住“强硬”的理念，认为正是这一点把他带到伟大的边缘。然而正是这种强硬出卖了他，他无法向他人敞开心怀，他也无法向伟大展露自己。”:13亨利·基辛格曾在回忆录中多处描述尼克松既刚愎自用、过份自尊又优柔寡断、自负自卑的性格。曾在尼克松竞选班子中出任首席经济顾问的艾伦·格林斯潘也注意到，尽管尼克松是自伍德罗·威尔逊以来智商最高的美国总统，但他平时的谈吐行事却不够自信。
1999年10月，一卷1971年的白宫录音带被公布，其中包含有尼克松贬损犹太人的言论。在与H·R·霍尔德曼交谈时，尼克松称哥伦比亚特区“到处都是犹太人”，而且“大部分犹太人都不忠诚”，他的一些高级助手例外。然后他补充道：“但是鲍勃，一般来说你不能信任那些混蛋。他们会背叛你，我说得对吧？”但在录音中的其他部分，尼克松又否认自己是个反犹太主义者，称：“如果任何一个曾坐在这把椅子上的人有理由是一个反犹太主义者，那就是我……但我不是，你明白我的意思吧？”
尼克松相信，为了在政治生涯上有所建树并成为总统，有必要与其他人保持一定距离。即使是与一些人认为是他最亲密朋友的彼比·雷博佐交谈时，他也不会直呼其名。尼克松对此表示：“即使是在和好友在一起时，我也不认为你就应该放下心防，把这样那样的事情吐露出来，比如说：‘哎呀，我睡不着觉’......我认为一个人的烦恼只要自己知道就行了。我就是这样的人。有些人不一样。有些人认为和好朋友坐到一起，然后，你知道，掏心掏肺的是件有益身心健康的事......但我也做不到，绝对不可能。”当得知大部分美国人即使到了他的政治生涯结束也感觉对他缺乏了解时，尼克松回答：“是的，这是真的。而且他们也没必要了解。”

## 尼克松个人与中華人民共和国的关系
尼克松是开启了中國大陸及美國关系的第一个美国总统，因此他经常被中国大陸官方媒体称为“中国人民的老朋友”。在他任总统期间以及卸任总统之后，他先后五次访问中国大陸。
- 第一次访华：1972年2月第一次作为美国总统访华。
- 第二次访华：1976年2月因水门事件下台两年之后，尼克松夫妇二人以私人身份受邀访华。在访华期间，尼克松除了与毛泽东会见之外，还拜访了不久前去世的周恩来的遗孀邓颖超。在此之前，尼克松的女儿朱莉·尼克松和女婿大卫·艾森豪威尔（英语：David Eisenhower）于1975年12月31日在北京受到了毛泽东的接见。据说，大卫·艾森豪威尔告诉毛泽东，他的岳父在美国可能会面临着被法律起诉，于是毛泽东就对夫妇二人说：我马上邀请他们访华[111][112]。
- 第三次访华：1982年9月在他首度访问中国十周年之际，再度受邀访华[113]。
- 第四次访华：1989年10月，因“六四事件”中美关系陷于低谷，尼克松以调解人身份去北京拜会了邓小平、杨尚昆、李鹏等当时的中国大陸领导人[114][115]。
- 第五次访华：1993年4月是他逝世前一年的最后一次访华[116]。

尼克松在1972年访问中国大陸期间，与周恩来一起在杭州西湖亲手栽下了北美红杉树。为此他和杭州结下了不解之缘。在五次的访华中，除了1972年第一次访问杭州之外，他还分别于1982年、1993年共三次访问了杭州。

## 主要著作
- 《尼克松回忆录》1978，中文版（上中下三册）1989世界知识出版社
- 《1999不战而胜》1988，中文版1989世界知识出版社
- 《尼克松文集-领导者》1982，中文版1997世界知识出版社
- 《尼克松文集-六次危机》，中文版1997世界知识出版社
- 《尼克松文集-超越和平》，中文版1999世界知识出版社
- 《尼克松文集-真正的战争》，中文版2000世界知识出版社

### 引用
1. 1 2  . Great Speeches Collection. The History Place.   [2013-12-09]. （原始内容存档于2013-10-04）.
2. ↑  . National Park Service.   [2013-12-01]. （原始内容存档于2012-11-07）.
3. ↑  Ferris, Gary W. . Winston Salem, N.C.: John F. Blair. 1999: 209. ISBN 978-0-89587-176-3.
4. ↑  . The Life. Richard Nixon Presidential Library and Museum.   [2013-12-01]. （原始内容存档于2013-10-21）.
5. 1 2 3 4 5 6 7 8 9 10 11 12 13 14 15 16 17 18 19 20 21 22 23 24 25 26 27 28 29 30 31 32 33 34 35 36 37 38 39 40 41 42 43 44 45  Aitken, Jonathan. . Washington, D.C.: Regnery Publishing. 1996. ISBN 978-0-89526-720-7.
6. ↑  . Archives.com.   [2013-12-02]. （原始内容存档于2013-09-24）.
7. 1 2 3 4 5 6 7 8 9 10 11 12 13 14 15 16  Ambrose, Stephen E. . New York: Simon & Schuster. 1987. ISBN 978-0-671-52836-2.
8. 1 2 3 4 5 6 7 8 9 10 11 12 13 14 15 16 17 18 19 20 21 22 23 24 25 26 27 28 29 30 31 32 33 34 35 36 37 38 39 40 41 42 43 44 45 46 47 48 49 50 51 52 53 54 55 56 57 58 59 60  Black, Conrad. . New York: PublicAffairs Books. 2007. ISBN 978-1-58648-519-1.
9. 1 2 3 4 5 6 7 8 9 10 11  Morris, Roger. . New York: Henry Holt & Co. 1990  [2013-12-01]. ISBN 978-0-8050-1834-9.
10. 1 2 3 4 5 6 7 8 9 10 11 12  Gellman, Irwin. . New York: The Free Press. 1999. ISBN 978-1-4165-7255-8.
11. 1 2 3 4 5  . The Life. Richard Nixon Presidential Library and Museum.   [2013-12-01]. （原始内容存档于2013-10-21）.
12. 1 2 3 4 5 6 7 8 9 10 11 12  Parmet, Herbert S. . Boston: Little, Brown & Co. 1990. ISBN 978-0-316-69232-8.
13. ↑  Lee, Meghan. . Richard Nixon Presidential Library and Museum.
14. ↑  Blythe, Will. . New York: Harper Collins. 2006: 7. ISBN 978-0-06-074023-8.
15. 1 2  Nixon, Richard. . New York: Grosset & Dunlap. 1978. ISBN 978-0-448-14374-3.
16. ↑  . The Life. Richard Nixon Presidential Library and Museum.   [2013-12-01]. （原始内容存档于2013-10-21）.
17. ↑  . Naval Historical Center. United States Navy. 2006-08-07  [2013-12-01]. （原始内容存档于2012-10-25）.
18. ↑  . The Life. Richard Nixon Presidential Library and Museum.   [2013-12-01]. （原始内容存档于2013-06-15）.
19. 1 2  . The Life. Richard Nixon Presidential Library and Museum.   [2013-12-01]. （原始内容存档于2013-02-16）.
20. ↑  John W. Malsberger.  (73). Historian: 526–547. 2011 Fall.
21. ↑  Thompson, John B. . Cambridge: Polity Press. 2000: 291  [2013-12-01]. ISBN 978-0-7456-2550-8.
22. ↑  .   [2018-09-26]. （原始内容存档于2021-01-17）.
23. ↑  Gellman, Irwin. "The Richard Nixon vice presidency: Research without the Nixon manuscripts" in Small，第102–120頁.
24. 1 2 3 4 5 6 7  陈伟. . . 中国法制出版社. 2004-01: 二、“这个骗子是咋当上总统的？”. ISBN 7-80182-138-6.
25. 1 2 3 4 5 6 7 8 9  . The Life. Richard Nixon Presidential Library and Museum.   [2013-12-01]. （原始内容存档于2013-06-15）.
26. ↑  . 1960 Year In Review. United Press International.   [2013-07-26]. （原始内容存档于2013-07-26）.
27. ↑  Allen, Erika Tyler. . The Museum of Broadcast Communications.   [2013-12-01]. （原始内容存档于2013-12-01）.
28. ↑  Steel, Ronald. . The New York Times. 2003-05-25  [2013-12-01]. （原始内容存档于2013-11-14）.
29. ↑  Foner, Eric.  2. New York: W. W. Norton & Co. 2006: 843. ISBN 978-0-393-92784-9.
30. ↑  Carlson, Peter. . The Washington Post. 2000-11-17: A01.
31. ↑  Auster, Albert. . The Museum of Broadcast Communications.   [2013-12-01]. （原始内容存档于2013-10-29）.
32. 1 2 3 4 5 6 7  . The Life. Richard Nixon Presidential Library and Museum.   [2013-12-01]. （原始内容存档于2012-11-20）.
33. ↑  Morrow, Lance. . Time. 1996-09-30  [2013-12-01]. （原始内容存档于2013-12-01）.
34. 1 2  Schulzinger, Robert D. . Oxford: Blackwell Publishing. 2003: 413. ISBN 978-1-4051-4986-0.
35. ↑  Langguth, A.J. . New York: Simon and Schuster. 2004: 524–527  [2013-12-01]. ISBN 9780743212441. （原始内容存档于2017-02-16）.
36. ↑  Evans, Rowland; Novak, Robert. . New York: Random House. 1971: 33–34. ISBN 978-0-394-46273-8.
37. ↑  . 1968 Year in Review. United Press International.   [2013-07-26]. （原始内容存档于2013-07-26）.
38. 1 2 3 4 5 6  Frick, Daniel. . Lawrence, Kans.: University of Kansas Press. 2008. ISBN 978-0-7006-1599-5.
39. ↑  . 1969 Year in Review. United Press International.   [2013-07-26]. （原始内容存档于2013-07-26）.
40. 1 2  . Miller Center for Public Affairs, University of Virginia.   [2013-12-01]. （原始内容存档于2013-08-16）.
41. 1 2 3 4 5 6 7 8 9 10 11  Ambrose, Stephen E. . New York: Simon & Schuster. 1989. ISBN 978-0-671-72506-8.
42. ↑  Goh, Evelyn. "The China card" in Small，第425–443頁.
43. 1 2 3 4 5  . American Experience. Public Broadcasting Service.   [2013-12-01]. （原始内容存档于2013-11-05）.
44. ↑  Dallek, Robert. . New York: HarperCollins. 2007: 300. ISBN 978-0-06-072230-2.
45. ↑  . The American War Library.   [2013-12-04]. （原始内容存档于2013-12-04）.
46. 1 2 3 4 5 6 7  Drew, Elizabeth. . The American Presidents Series. New York: Times Books. 2007. ISBN 978-0-8050-6963-1.
47. 1 2  Kiernan, Ben; Owen, Taylor.  (PDF). The Walrus. 2006-10  [2013-12-01]. （原始内容存档 (PDF)于2013-10-24）.
48. 1 2  . Time. 1971-04-05  [2013-12-01]. （原始内容存档于2013-12-01）.
49. ↑  . St. Peterburg Independent (now The Evening Independent). AP (Saigon). 1970-05-01: 20-A  [2013-12-01]. （原始内容存档于2020-10-07）.
50. ↑  Safire, William. . Transaction Publishers. 2005: 205–209 [1975]  [2013-12-01]. ISBN 9781412804660. Originally published: Garden City, N.Y.: Doubleday, 1975 (new material 2005)
51. ↑  . Beaver County Times (Pennsylvania). UPI. 1970-05-09: one [presumably late edition]  [2013-12-01]. （原始内容存档于2020-10-21）.
52. ↑  Dmitry Mosyakov. Susan E. Cook , 编. . Yale Genocide Studies Program Monograph Series No. 1 (Genocide in Cambodia and Rwanda). 2004: 54ff  [2013-12-04]. （原始内容存档于2013-05-02）. In April–May 1970, many North Vietnamese forces entered Cambodia in response to the call for help addressed to Vietnam not by Pol Pot, but by his deputy Nuon Chea. Nguyen Co Thach recalls: “Nuon Chea has asked for help and we have liberated five provinces of Cambodia in ten days.”
53. ↑  Evans, Thomas W. . Sam Houston State University. 1993  [2013-12-01]. （原始内容存档于2013-08-08）.
54. 1 2 3 4 5 6 7 8 9 10 11 12 13 14 15 16 17  Ambrose, Stephen E. . New York: Simon & Schuster. 1991. ISBN 978-0-671-69188-2.
55. 1 2 3  Kornbluh, Peter. . New York: The New Press. 2003  [2015-04-29]. ISBN 1-56584-936-1. （原始内容存档于2021-01-17）.
56. 1 2 3  . BBC. 2004-06-11  [2013-12-01]. （原始内容存档于2012-10-23）.
57. ↑  Gaddis, John Lewis. . Oxford: Oxford University Press. 1982: 294, 299. ISBN 978-0-19-503097-6.
58. ↑  Guan, Ang Cheng. . Florence, Ky.: RoutledgeCurzon. 2003: 61, 69, 77-79. ISBN 978-0-415-40619-2.
59. ↑  Zhai, Qiang. . Chapel Hill, N.C.: University of North Carolina Press. 2000: 136. ISBN 978-0-8078-4842-5.
60. ↑  Nixon, Richard. . Westminster, Md.: Arbor House Publishing Company. 1985: 105–106. ISBN 978-0-87795-668-6.
61. 1 2 3  Hanhimäki, Jussi M. "Foreign Policy Overview" in Small，第345–361頁.
62. ↑  Merkley, Paul Charles. . Westport, Conn.: Greenwood Publishing Group. 2004: 68  [2013-12-01]. ISBN 978-0-275-98340-6.
63. 1 2 3 4 5 6  陈伟. . . 中国法制出版社. 2004-01: 九、“星期六之夜大屠杀”. ISBN 7-80182-138-6.
64. ↑  . fas.org. Federation of American Scientists.   [2013-12-04]. （原始内容存档于2013-11-05）.
65. ↑  Tyler, Patrick. . New York: Macmillan. 2010: 161.
66. 1 2 3  Bowles, Nigel. "Economic Policy" in Small，第235–251頁.
67. 1 2 3 4  Hetzel, Robert L. . New York: Cambridge University Press. 2008: 92. ISBN 978-0-521-88132-6.
68. ↑   (PDF). United States Postal Service.   [2013-12-01]. （原始内容存档 (PDF)于2013-07-30）.
69. ↑  .  27. Washington, D.C.: Congressional Quarterly. 1972: 541–544. ISSN 0095-6007. OCLC 1564784.
70. 1 2  .  29. Washington, D.C.: Congressional Quarterly. 1974: 499–508. ISSN 0095-6007. OCLC 1564784.
71. ↑  .  30. Washington, D.C.: Congressional Quarterly. 1975: 386–394. ISSN 0095-6007. OCLC 1564784.
72. ↑  Office of the Federal Register. . . National Archives and Records Service (General Services Administration). 1999: 179–182  [2013-12-01]. ISBN 978-0-16-058863-1.
73. ↑  . The American Presidency Project. University of California, Santa Barbara. 1972-05-16  [2013-12-01]. （原始内容存档于2013-11-08）.
74. ↑  National Heart, Lung, and Blood Institute.  (PDF). National Institutes of Health: 2. 2002-09  [2013-12-01]. 02-5214. （原始内容 (PDF)存档于2013-11-05）.
75. ↑  Wailoo, Keith. . University of North Carolina Press. 2001: 165, 170  [2013-12-01]. ISBN 978-0-8078-4896-8.
76. ↑  Boger, John Charles. . Chapel Hill, N.C.: University of North Carolina Press. 2005: 6. ISBN 978-0-8078-5613-0.
77. ↑  Sabia, Joseph J. . History News Network. 2004-05-31  [2013-12-01]. （原始内容存档于2013-12-01）.
78. ↑  Delaney, Paul. . The New York Times. 1970-07-20: 1  [2013-12-01]. （原始内容存档于2013-11-03）.
79. 1 2  Frum, David. . New York: Basic Books. 2000. ISBN 978-0-465-04195-4.
80. ↑  . American Experience. Public Broadcasting Service.   [2013-12-01]. （原始内容存档于2013-11-05）.
81. ↑  Handlin, Daniel. . The Space Review. 2005-11-28  [2013-12-01]. （原始内容存档于2013-05-09）.
82. ↑  Hepplewhite, T.A. . . Washington D.C.: NASA History Office. 1999: 204-205  [2013-12-01]. （原始内容存档于2013-07-02）.
83. ↑  Ezell, Edward Clinton; Ezell, Linda Neuman. . . Washington D.C.: NASA History Office. 1978: 192  [2013-12-01]. （原始内容存档于2011-01-23）.
84. 1 2  Mason, Robert "Political realignment" in Small，第252–269頁.
85. ↑  White, Theodore H. . New York: Antheneum. 1973: 123. ISBN 978-0-689-10553-1.
86. ↑  . Time. 1972-08-14  [2013-12-01]. （原始内容存档于2013-12-01）.
87. ↑  . Time. 1972-11-20  [2013-12-01]. （原始内容存档于2013-12-01）.
88. ↑  . The Washington Post. The Watergate Story.   [2013-12-01]. （原始内容存档于2021-01-17）.
89. 1 2 3  . The Washington Post. The Watergate Story.   [2013-12-01]. （原始内容存档于2021-01-25）.
90. ↑  陈伟. . . 中国法制出版社. 2004-01: 八、录音系统天机泄露. ISBN 7-80182-138-6.
91. 1 2 3 4  陈伟. . . 中国法制出版社. 2004-01: 十、司法审查的经典杰作. ISBN 7-80182-138-6.
92. 1 2 3  . The Washington Post. The Watergate Story.   [2013-12-01]. （原始内容存档于2017-12-14）.
93. ↑  Kilpatrick, Carroll. . The Washington Post. 1973-11-18  [2013-12-01]. （原始内容存档于2021-01-17）.
94. ↑  Nixon, Richard. . Character Above All. Public Broadcasting Service. 1974-08-08  [2013-12-01]. （原始内容存档于2013-11-05）.
95. 1 2 3 4 5 6  . The Life. Richard Nixon Presidential Library and Museum.   [2013-12-01]. （原始内容存档于2013-10-21）.
96. 1 2 3 4  Weil, Martin; Randolph, Eleanor. . The Washington Post. 1994-04-23: A01  [2013-12-01]. （原始内容存档于2021-01-17）.
97. ↑  . BBC. 2004-06-11  [2013-12-01]. （原始内容存档于2013-11-01）.
98. ↑  . The Deseret News. 1994-04-27: 1  [2013-12-01]. （原始内容存档于2020-11-19）.
99. ↑  Stacks, John F. . Time. 1994-05-02  [2013-12-01]. （原始内容存档于2013-12-01）.
100. ↑  Wicker, Tom. . The New York Times. 1994-04-24  [2013-12-01]. （原始内容存档于2013-11-03）.
101. ↑  Sawhill, Ray. . Opera News. 2011-02  [2013-12-01]. （原始内容存档于2013-10-17）.
102. ↑  Skidmore, Max J. . White House Studies. 2001, 1 (4): 495.
103. ↑  Milazzo, Paul Charles. "Nixon and the Environment" in Small，第270–291頁.
104. ↑  Greider, William. . Rolling Stone. 1983-11-10: 13.
105. 1 2  Olson, Keith W. "Watergate" in Small，第481–496頁.
106. 1 2  陈伟. . . 中国法制出版社. 2004-01: 十一、水门事件的政治遗产. ISBN 7-80182-138-6.
107. 1 2 3  Reeves, Richard. . New York: Simon & Schuster. 2001. ISBN 978-0-684-80231-2.
108. ↑  Lardner, George, Jr.; Dobbs, Michael. . The Washington Post. 1999-10-06: A31  [2013-12-01]. （原始内容存档于2021-01-17）.
109. 1 2 3  Noah, Timothy. . Slate. 1999-10-07  [2013-12-01]. （原始内容存档于2013-05-25）.
110. 1 2  Greene, Bob. . Jewish World Review. 2002-04-08  [2013-12-01]. （原始内容存档于2012-10-13）.
111. ↑  尼克松因水门事件下台，毛主席接见其女儿女婿：我乐意叫他总统！
112. ↑  鲜为人知的尼克松下台后1976年访华内幕
113. 1 2  “杭州红衣女孩和美国总统握手成全场亮点 亲历者忆1972年尼克松破冰之旅” 武汉晚报2022年2月22日
114. ↑  .   [2022年7月12日]. （原始内容存档于2022年11月25日）.
115. ↑  1989年10月31日邓小平会见尼克松
116. 1 2  .   [2022-07-11]. （原始内容存档于2022-10-26）.

## 扩展阅读
- Perlstein, Richard. . New York: Scribner. 2008. ISBN 978-0-743-24302-5.